# Liberty a Torino

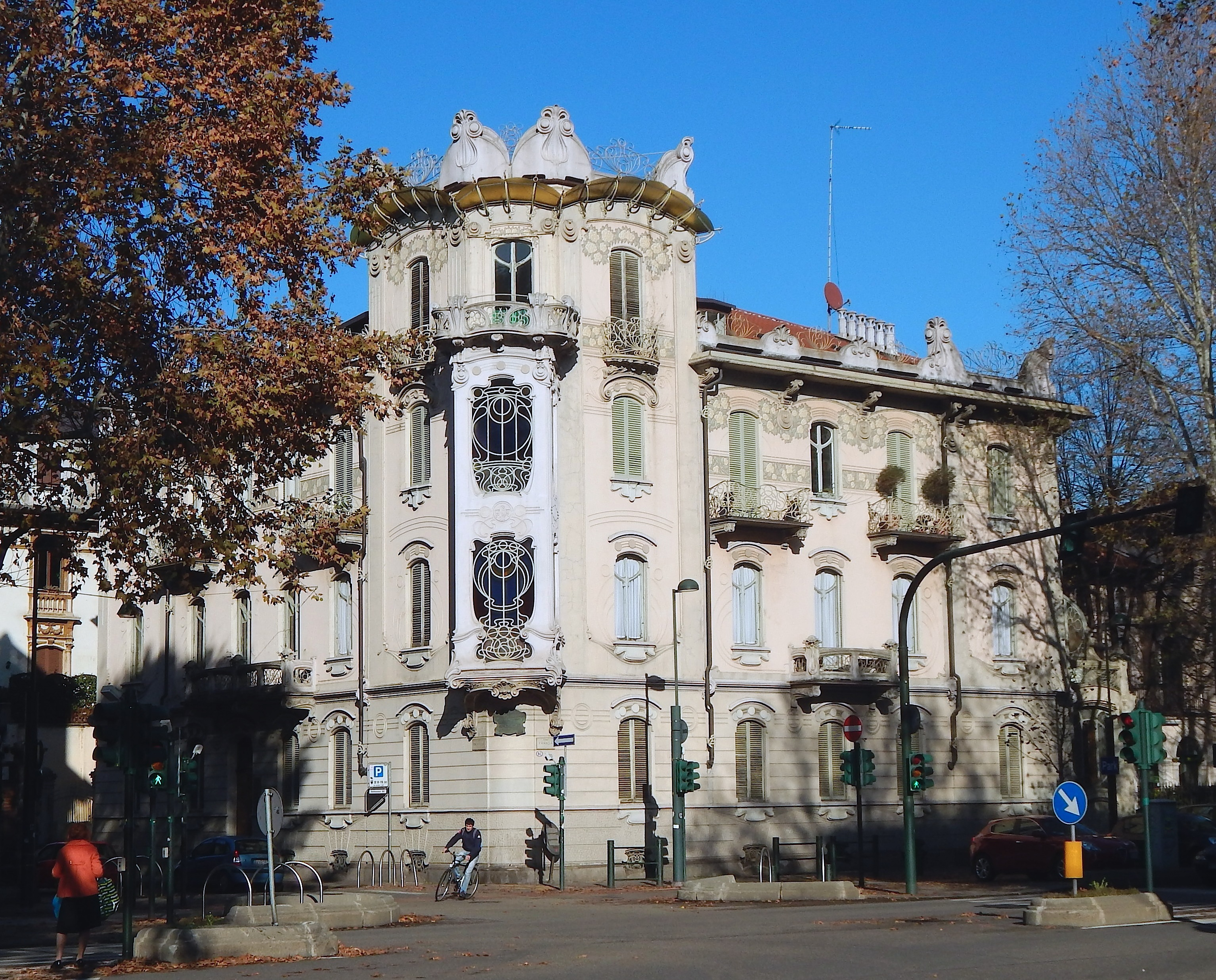
La celebre Casa Fenoglio-Lafleur di Pietro Fenoglio, emblema del Liberty torinese

Il Liberty, a Torino, si diffuse all'inizio del Novecento.
Tuttavia, questa nuova corrente stilistica coinvolse varie discipline artistiche tra cui le arti applicate e, prevalentemente, l'architettura. Nello specifico panorama torinese il Liberty risentì, nelle sue maggiori opere, dell'influenza dell'importante scuola parigina e di quella belga divenendo uno dei maggiori esempi italiani di questa corrente, tanto da decretare Torino come una delle capitali italiane dello stile Liberty, non senza subire anche inevitabili incursioni eclettiche e déco.
Per il successo di questa corrente stilistica e la tipologia di edifici che sorse nei primi decenni del Novecento, Torino divenne uno dei punti di riferimento del Liberty italiano, sovente rinominato "stile floreale", tanto che si percepiscono ancora oggi cospicue testimonianze architettoniche di quel periodo.

## Storia e contesto storico-artistico
Il passaggio dal XIX al XX secolo in Europa fu caratterizzato da un fervente rinnovamento delle espressioni artistiche, fortemente influenzato dal progresso tecnico e dall'entusiastica esaltazione positivista degli importanti traguardi raggiunti dalla scienza. Le evoluzioni dell'avanguardia artistica di fine Ottocento coinvolsero dapprima le arti applicate, assumendo denominazioni differenti a seconda delle aree geografiche: nell'area francofona prese il nome di Art Nouveau, in Germania Jugendstil, in Austria sezessionstil, modern style in Gran Bretagna e modernismo in Spagna.
In Italia, e particolarmente a Torino, la nuova corrente si affermò inizialmente come «arte nuova», declinando il termine direttamente dal francese. Nel complessivo e variegato panorama nazionale questa nuova corrente, che in seguito assunse anche il nome di «stile floreale», non si consolidò mai in una vera e propria scuola italiana di riferimento ma si affermò, seppur con un lieve ritardo rispetto ai maggiori paesi europei, vivendo il suo massimo splendore nei primissimi anni del Novecento. Nella sua prima decade, infatti, si può parlare di Liberty, termine che infine si affermò più diffusamente in Italia e derivante dai celebri magazzini londinesi di Arthur Lasenby Liberty, tra i primi a esporre e diffondere oggetti e stampe di gusto esotico che ostentavano le forme sinuose tipiche di questo nuovo stile.

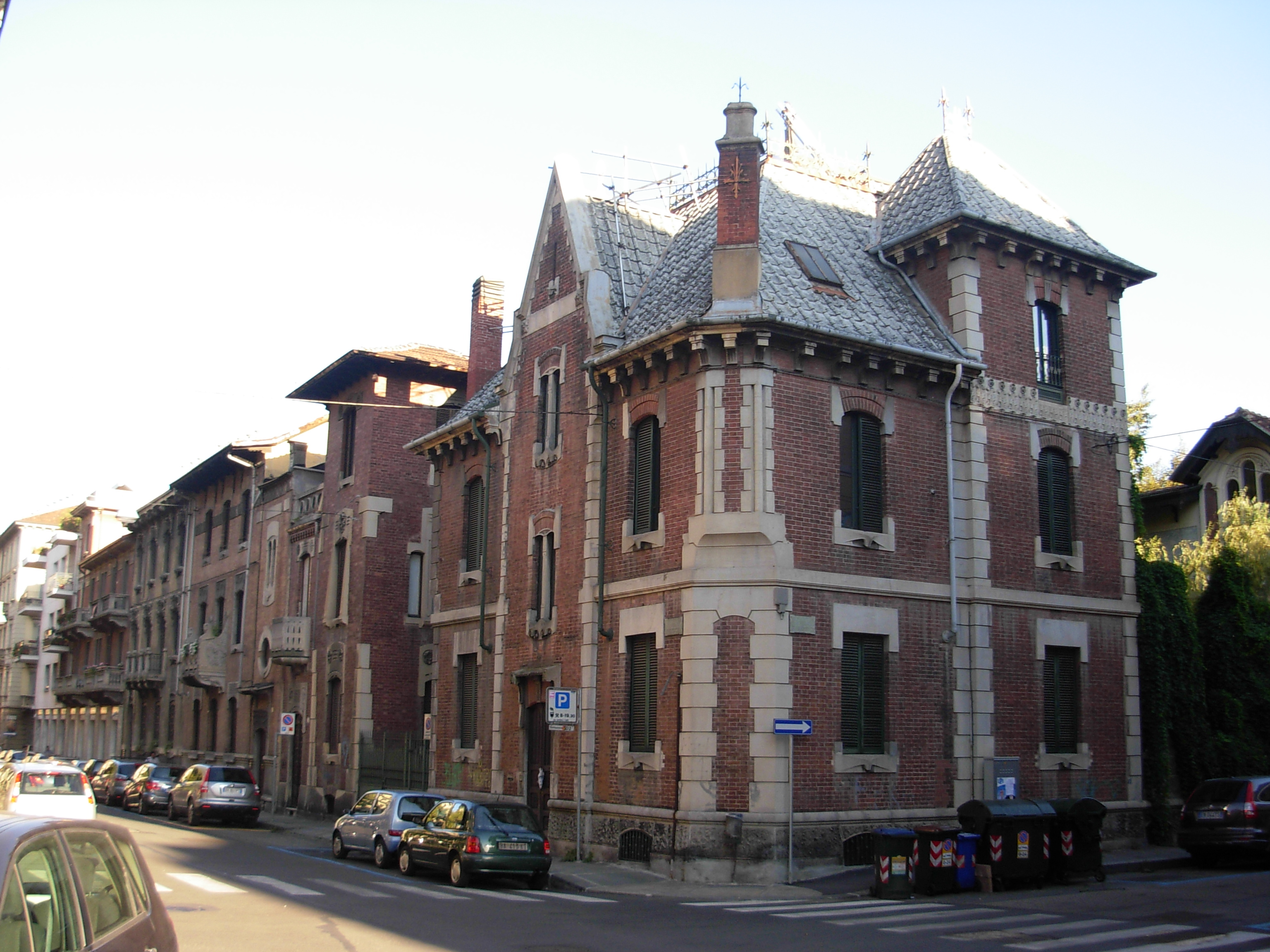
Edificio in via Pietro Piffetti

Il Liberty, dunque, trovò nell'architettura il suo maggior successo, lasciando ai posteri una delle testimonianze più durature. All'inizio del XX secolo l'alta borghesia, ormai affermatasi definitivamente come classe egemone della società italiana, trovò nel Liberty il proprio specifico elemento distintivo, ovvero l'occasione per mostrare la propria superiorità e allo stesso tempo sottolineare il distacco dalla vecchia classe nobiliare e dalle sue dimore neoclassiche e barocche ancora fortemente legate al più conservatore stile eclettico che aveva caratterizzato tutto l'Ottocento. Tuttavia il suo aspetto innovativo non fu soltanto la contrapposizione al neogotico e all'eclettismo ma anche una maggiore considerazione delle arti applicate come implicito punto di forza, poiché il Liberty confidò, grazie anche al crescente sviluppo della tecnica, in una produzione su vasta scala di un'arte che nella sua emblematica bellezza fosse accessibile alla maggior parte del tessuto sociale dell'epoca; malgrado queste premesse anche a Torino quest'iniziale vocazione populistica del Liberty andò scemando, l'ideale di un «socialismo della bellezza» andò evolvendosi in un ricco trionfo di motivi floreali, nervature filiformi, ardite decorazioni metalliche di chiara ispirazione fitomorfa ma divenne presto soltanto un privilegio delle classi sociali più abbienti. Questa nuova corrente stilistica fu agevolata dalla presenza di molti industriali italiani e soprattutto inglesi o elvetici come: Abegg, Bich, Caffarel, Caratsch, Kind, Krupp, Leumann, Miller, Menier, Metzger, Remmert, Scott, che contribuirono a quel «respiro internazionale» e alla futura vocazione industriale del capoluogo piemontese, e che proprio a Torino insediarono nuovi e numerosi stabilimenti proprio negli anni a ridosso tra Ottocento e Novecento.
A seguito di questa stagione stilistica, spesso considerata «frivola» e forse ingenuamente ottimista, il valore aggiunto della tecnica e dell'industria prevalsero, così come la «funzione» prevalse sulla «forma» ma la modernità presto sfociò negli orrori della Grande Guerra che, non soltanto simbolicamente, decretò la fine della stagione del Liberty.

## Torino tra Ottocento e Novecento: ilLiberty
Torino, pur vantando un panorama architettonico caratterizzato prevalentemente dalla connotazione juvarriana dei numerosi palazzi nobiliari e delle residenze sabaude, nel ventennio a cavallo tra l'Ottocento e il Novecento si lasciò permeare da questa nuova corrente stilistica.

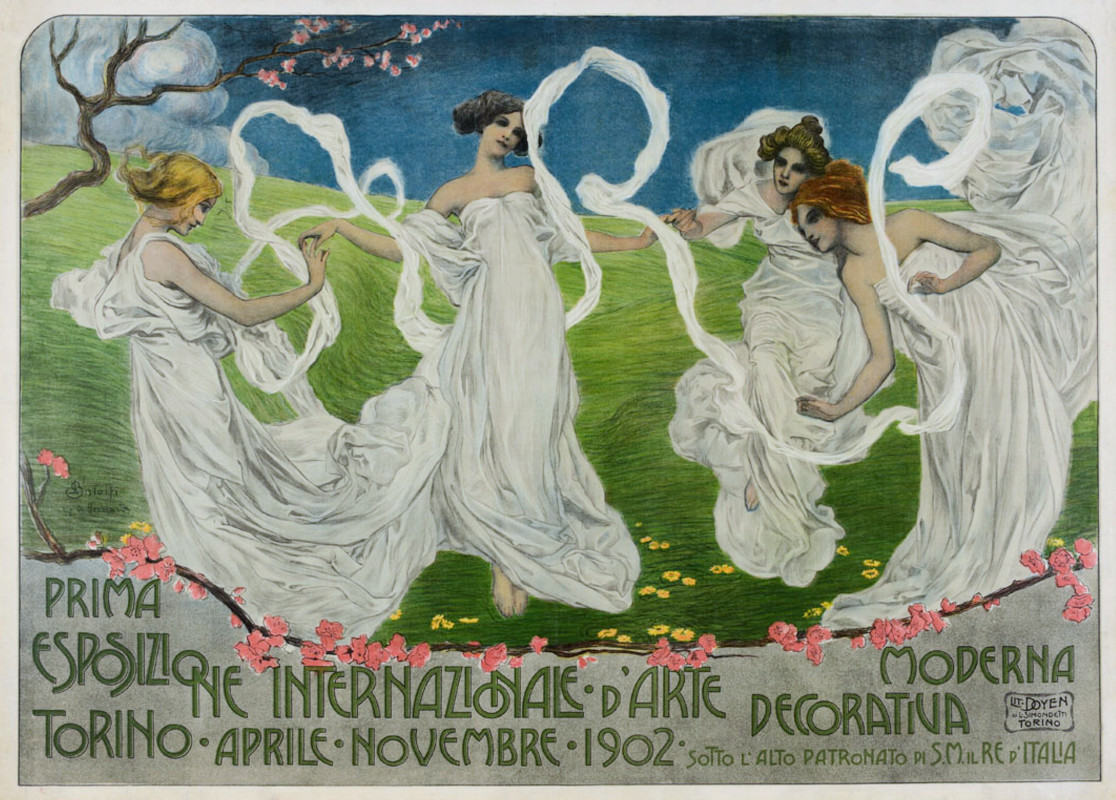
La locandina dell'Esposizione internazionale d'arte decorativa moderna del 1902 realizzata da Leonardo Bistolfi

Inizialmente conosciuta come «arte nuova» o, secondo il giornalista torinese Emilio Thovez, «arte floreale», questo nuovo stile stupì per essere così «fedelmente naturalistico e nella sostanza nettamente decorativo». A seguito delle edizioni dell'Esposizione internazionale d'arte decorativa moderna, Torino vide il crescente proliferare di questo nuovo stile in ambito prevalentemente architettonico, celebrando una sorta di «rinascimento delle arti decorative», avvalendosi di contributi dei maggiori autori dell'epoca come Raimondo D'Aronco e il torinese Pietro Fenoglio che si affermò per sua proficua attività di ingegnere e che fece del Liberty torinese uno degli esempi più fulgidi e coerenti del variegato panorama architettonico italiano del tempo.
Un significativo contributo venne anche dall'industria che, coinvolta in primo piano nel processo di rinnovamento del capoluogo piemontese, rivestì il ruolo di committente privilegiato ma altresì di interlocutore in grado di offrire la tecnica e un solido supporto a beneficio di quelle maestranze necessarie per la piena affermazione di questa nuova corrente a Torino. Decisivo, per citare un esempio, fu l'operato dell'Impresa Porcheddu con sede a Torino, che, grazie all'intraprendenza del suo titolare Giovanni Antonio Porcheddu, già dal 1895 fu la prima azienda edile a importare e utilizzare in esclusiva per l'Italia l'innovativo Systéme Hennebique, il primo brevetto per la costruzione di «struttura e solai ignifughi» in calcestruzzo armato depositato dall'ingegnere francese François Hennebique.

### Le esposizioni universali e l'avvento del 1902
In questa compagine di vivace fermento culturale, Torino vide nascere nel 1884 l'edizione torinese dell'Esposizione generale italiana che portò, sull'onda del tardo Romanticismo, alla realizzazione di alcuni edifici di ispirazione neogotica, come la cosiddetta Casa dei Draghi in corso Francia. Molto diverso, giova ricordarlo, è la nascita del Borgo e Castello Medievale del parco del Valentino, inizialmente concepito come Padiglione della Regione Piemonte-Valle d'Aosta: la scelta del periodo storico fu senza dubbio influenzata dai gusti imperanti, ma non si trattò di inventare ex novo qualcosa "nello stile", perché tutti gli edifici contenuti nel complesso sono una riproduzione fedele, e nella maggior parte nella dimensione originale, di qualcosa che il viaggiatore curioso della Belle Époque poteva ritrovare viaggiando attraverso la Regione.

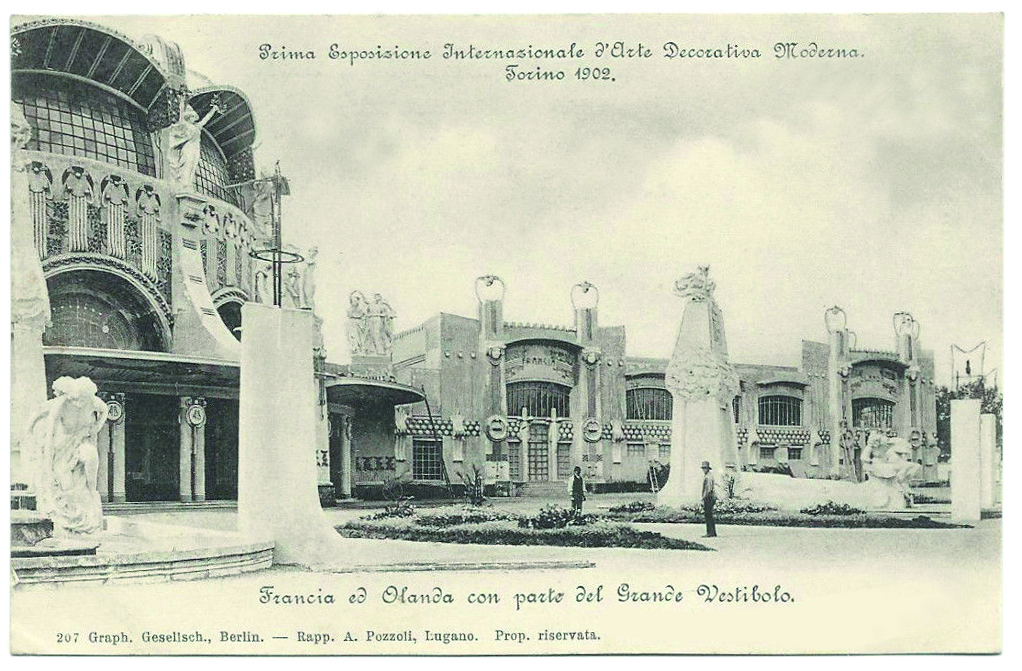
Una cartolina dell'Esposizione internazionale d'arte decorativa moderna del 1902 in cui si vedono parte del Grande Vestibolo (sulla sinistra) e i padiglioni di Francia e Olanda

Dapprima tali eventi raccolsero un tiepido entusiasmo, tuttavia, le edizioni successive ebbero un crescente successo vedendo la graduale affermazione del Liberty e, a dare un decisivo impulso alla sua diffusione, fu il traguardo più ambizioso del 1902, con l'Esposizione internazionale d'arte decorativa moderna che, nei suoi numerosi padiglioni in stile, vide accogliere ospiti stranieri di rilievo tra cui Peter Behrens, Hendrik Petrus Berlage, Victor Horta, René Lalique, Charles Rennie Mackintosh, Henry van de Velde oltre a favorire un clima che contribuì a far erigere svariati edifici pubblici e privati, decretando così la definitiva consacrazione del Liberty a nuovo stile artistico dominante.
Un ulteriore contributo lo diede anche l'editoria che a Torino contava la presenza di importanti realtà editoriali come la Camilla & Bertolero, la Crudo & Lattuada, la Editrice Libraria F.lli Fiandesio & C. e la più longeva di tutte, la Roux e Viarengo, tutte attive sin dalla fine dell'Ottocento.
La prima già dal 1889 pubblicava il periodico L'architettura pratica, rivista specializzata fondata dall'architetto Andrea Donghi e poi diretta dal collega Giuseppe Momo. Sempre edita dalla Camilla & Bertolero vi fu la rivista di settore L'Arte Decorativa Moderna, fondata nel 1902 a Torino su iniziativa del pittore torinese Enrico Reycend, avvalendosi di illustri colleghi, come Davide Calandra, Leonardo Bistolfi, Giorgio Ceragioli e lo scrittore Enrico Thovez. Altre pubblicazioni periodiche degne di nota furono Emporium, l'Architettura Italiana e La Casa Bella, testata in seguito diretta da Gio Ponti e che esiste ancora oggigiorno come Casabella.

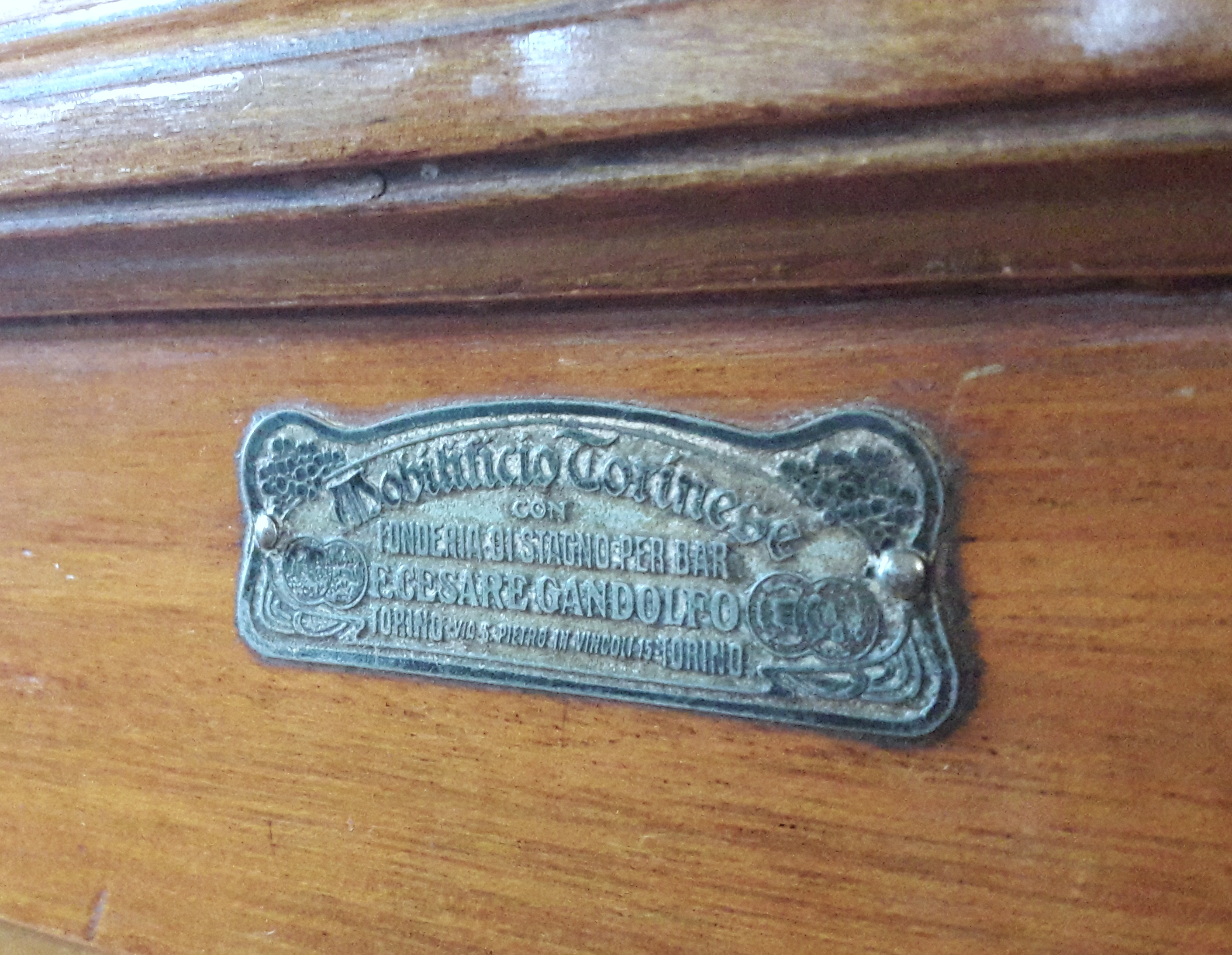
Una placchetta metallica originale del Mobilificio Torinese F. Cesare Gandolfo

Anche il settore dell'arredamento fu attivamente partecipe al fiorente periodo Liberty, ottimo campo per le arti applicate; seppur ancora non facente parte di una realtà industriale, esso poteva contare su competenti maestranze e rappresentava una realtà artigianale molto apprezzata. Alcuni esponenti da ricordare sono la Vetreria Albano&Macario che tra le svariate opere realizzò la Terrazza Solferino e il Mobilificio Torinese F. Cesare Gandolfo che produsse anche molti arredi per caffè, ristoranti e alberghi, tra cui l'Albergo Rocciamelone di Usseglio per cui realizzò l'intero arredo.
Torino visse dunque intensamente e a «tutto tondo» la stagione del Liberty che, seppur relativamente breve, divenne un importante punto di riferimento per l'Italia, capace di attrarre contributi di personaggi di rilievo internazionale come l'architetto friulano Raimondo D'Aronco che, reduce delle recenti realizzazioni a Istanbul, per l'esposizione torinese del 1902 progettò il Grande Vestibolo. Sull'onda del successo dell'esposizione, Torino continuò a essere terreno fertile di svariate sperimentazioni, seppur molto coerenti e sobrie, da parte di un folto gruppo di architetti e ingegneri, quali Vittorio Ballatore di Rosana, Giovanni Battista Benazzo, Pietro Betta, Eugenio Bonelli, Paolo Burzio, Carlo Ceppi, Camillo Dolza, Andrea Donghi, Michele Frapolli, Giuseppe Gallo, Giuseppe Gatti, Giovanni Gribodo, Quinto Grupallo, Gottardo Gussoni, Giuseppe Hendel, Giacomo Mattè Trucco, Eugenio Mollino, Giuseppe Momo, Ludovico Peracchio, Alfredo Premoli, Giovanni Reycend, Annibale Rigotti, Paolo Saccarelli, Annibale Tioli, Giovanni Tirone, Giovanni Vacchetta, Antonio Vandone di Cortemilia, Giuseppe Velati Bellini, Genesio Vivarelli; tuttavia il personaggio più prolifico, nonché protagonista indiscusso del Liberty torinese fu, indubbiamente, Pietro Fenoglio.

### L'opera di Fenoglio

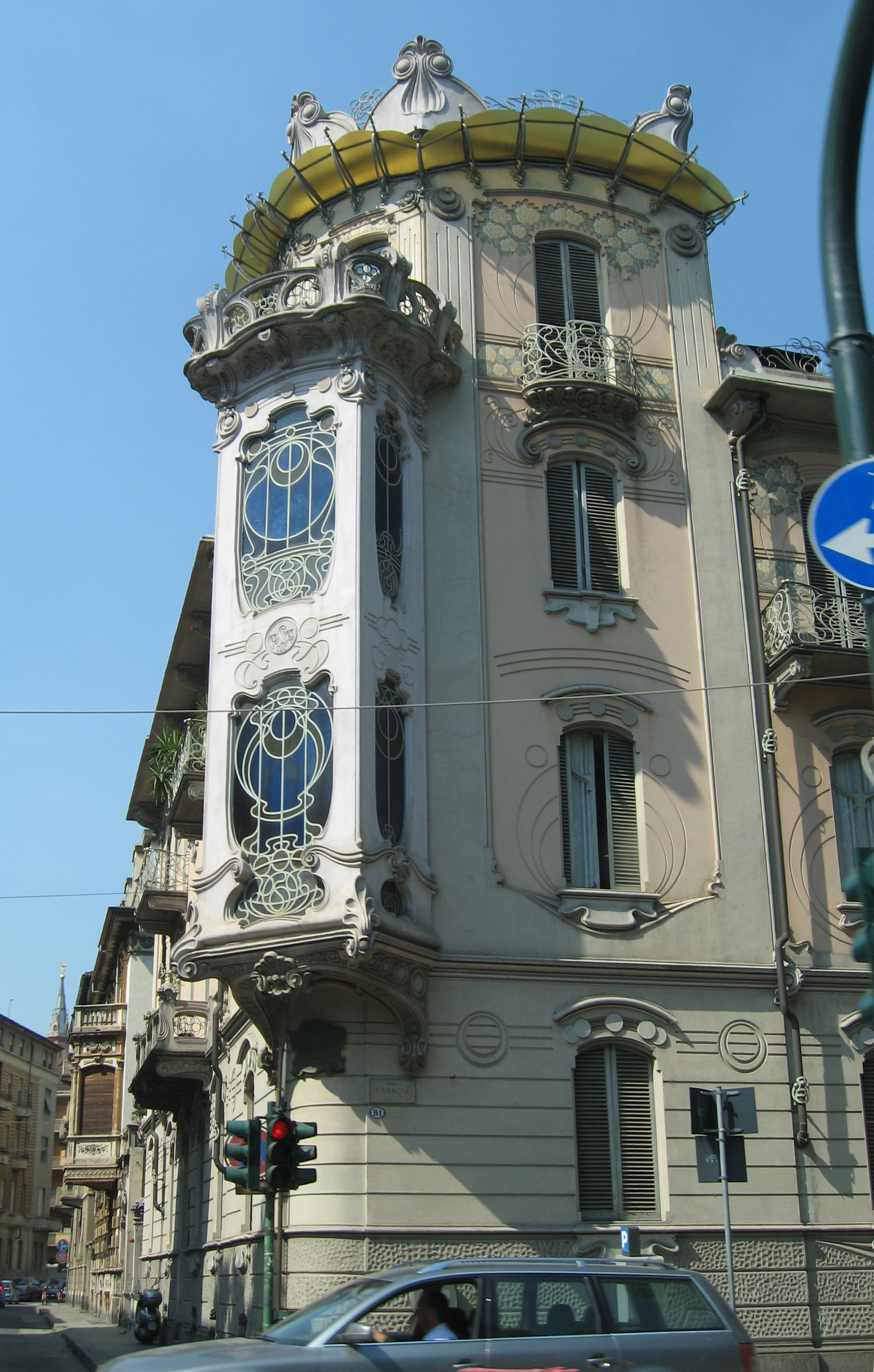
La Casa Fenoglio-Lafleur

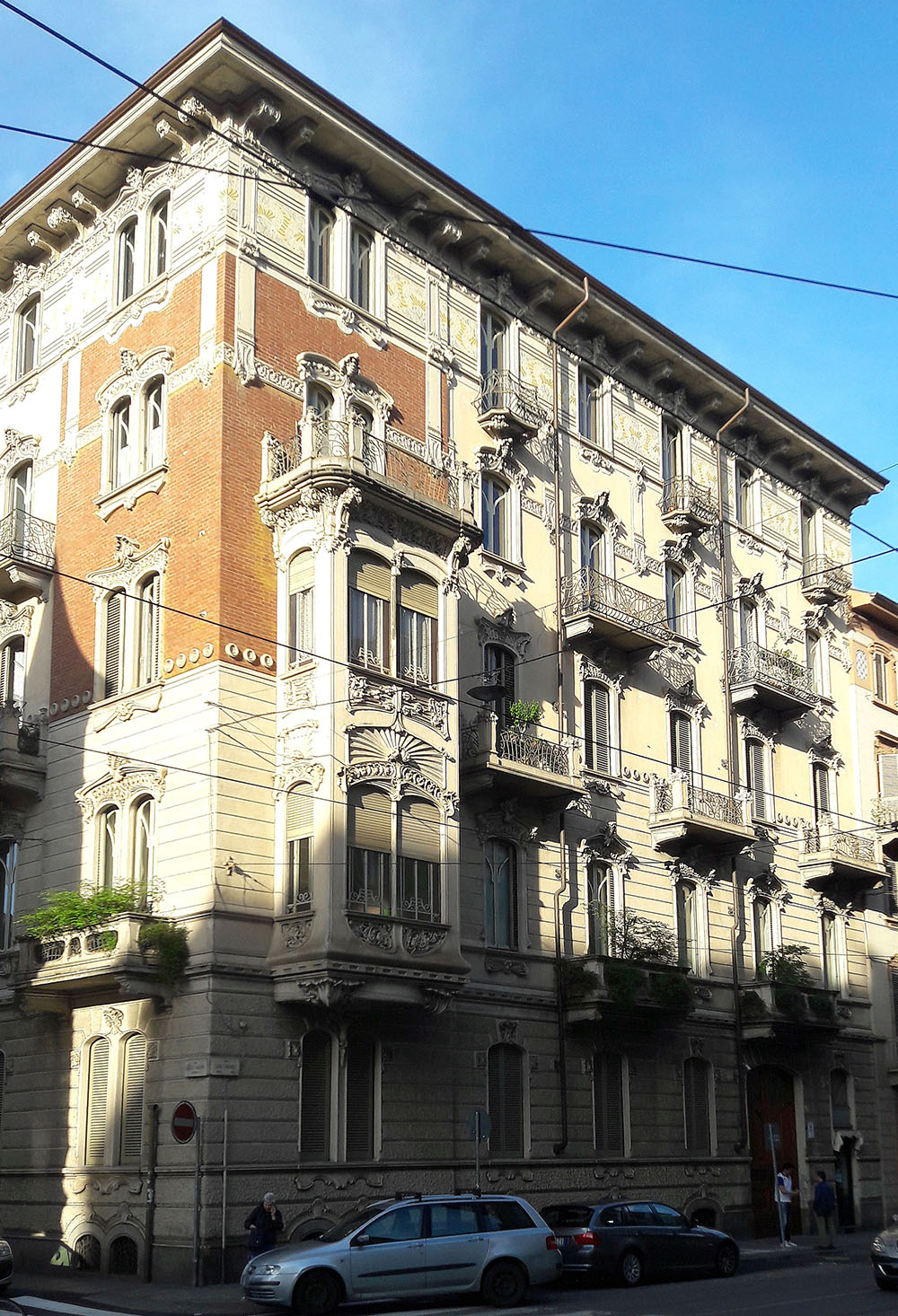
La Casa Girardi

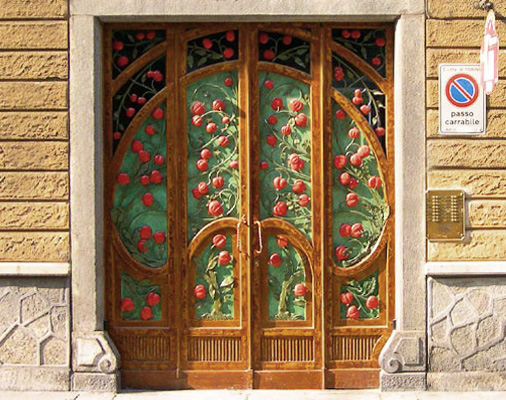
Il "portone del melograno" di via Argentero 4

Il maggiore protagonista del Liberty torinese fu indubbiamente Pietro Fenoglio, la cui prolifica attività consegnò a Torino alcuni dei maggiori esempi italiani di questo nuovo stile. Egli si dedicò per circa tredici anni alla realizzazione di oltre trecento progetti tra ville e palazzi, alcuni dei quali concentrati nell'area di corso Francia e vie adiacenti, oltre a svariati edifici industriali commissionati dalla nuova classe dirigente torinese; tuttavia il suo contributo non fu soltanto quello di uno stimato professionista, egli fu chiamato anche a intervenire a livello politico, ricoprendo cariche di consigliere comunale e consulente per lo studio del nuovo piano regolatore completato nel 1908.
Fenoglio fu inoltre tra gli organizzatori delle edizioni dell'Esposizione Internazionale del 1902 e del 1911 ma fu attivo anche nel campo dell'editoria figurando tra i fondatori e tra i più importanti collaboratori della rivista L'architettura italiana moderna. Contemporaneamente all'intensa attività architettonica egli entrò anche a far parte dell'emergente borghesia industriale e finanziaria torinese, arricchendo le sue competenze e intensificando la sua influenza nel settore edile; Fenoglio, infatti, ricoprì la carica di vicepresidente della nota Impresa Porcheddu, della Società Anonima Cementi del Monferrato, nonché quella di socio dell'Accomandita Ceirano & C. e di amministratore delegato della nascente Banca Commerciale Italiana.
L'opera di Fenoglio è caratterizzata dal sapiente utilizzo delle tonalità pastello, dalle decorazioni parietali che alternano soggetti floreali a elementi geometrici circolari e dal largo uso di cornici in litocemento accostato all'eleganza decorativa, talvolta ardita, del ferro e del vetro, eleggendoli materiali privilegiati. Tra le sue opere più note si possono citare: il Villino Raby (1901), la celebre Villa Scott (1902), trionfo di logge, torrette, vetrate, bovindi e, soprattutto, la sua opera più nota e apprezzata: Casa Fenoglio-Lafleur (1902), considerata «il più significativo esempio di stile Liberty in Italia.»
Altri edifici degni di nota che ripropongono elementi decorativi derivanti dal successo di Casa Fenoglio-Lafleur sono la Casa Rossi-Galateri (1903) di via Passalacqua e la non meno apprezzabile Casa Girardi (1904) di via Cibrario 54. L'opera di Fenoglio risultò relativamente breve ma proficua e si possono citare ancora numerosi edifici analoghi, altre «case da pigione» a uso abitativo: Casa Rey (1904), Casa Boffa-Costa (1904), Casa Macciotta (1904), Casa Balbis (1905), Casa Ina (1906), Casa Guelpa (1907), fino a spingersi fuori del Piemonte, con la realizzazione della villa dell'on. Magno Magni a Canzo, presso Como.
L'attività fenogliana ebbe come committente anche il nascente mondo dell'industria, che trovava a Torino un luogo favorevole per stabilire la sede di nuovi insediamenti. Tra i più noti si possono citare: la Conceria Fiorio (1900), lo Stabilimento Boero (1905), le Fonderie Ballada (1906), lo stabilimento automobilistico delle Officine Diatto (1907) e il grande edificio del primo birrificio italiano Bosio & Caratsch, con l'annessa villa padronale (1907) e, ovviamente, il Villaggio Leumann.

#### Il Villaggio Leumann

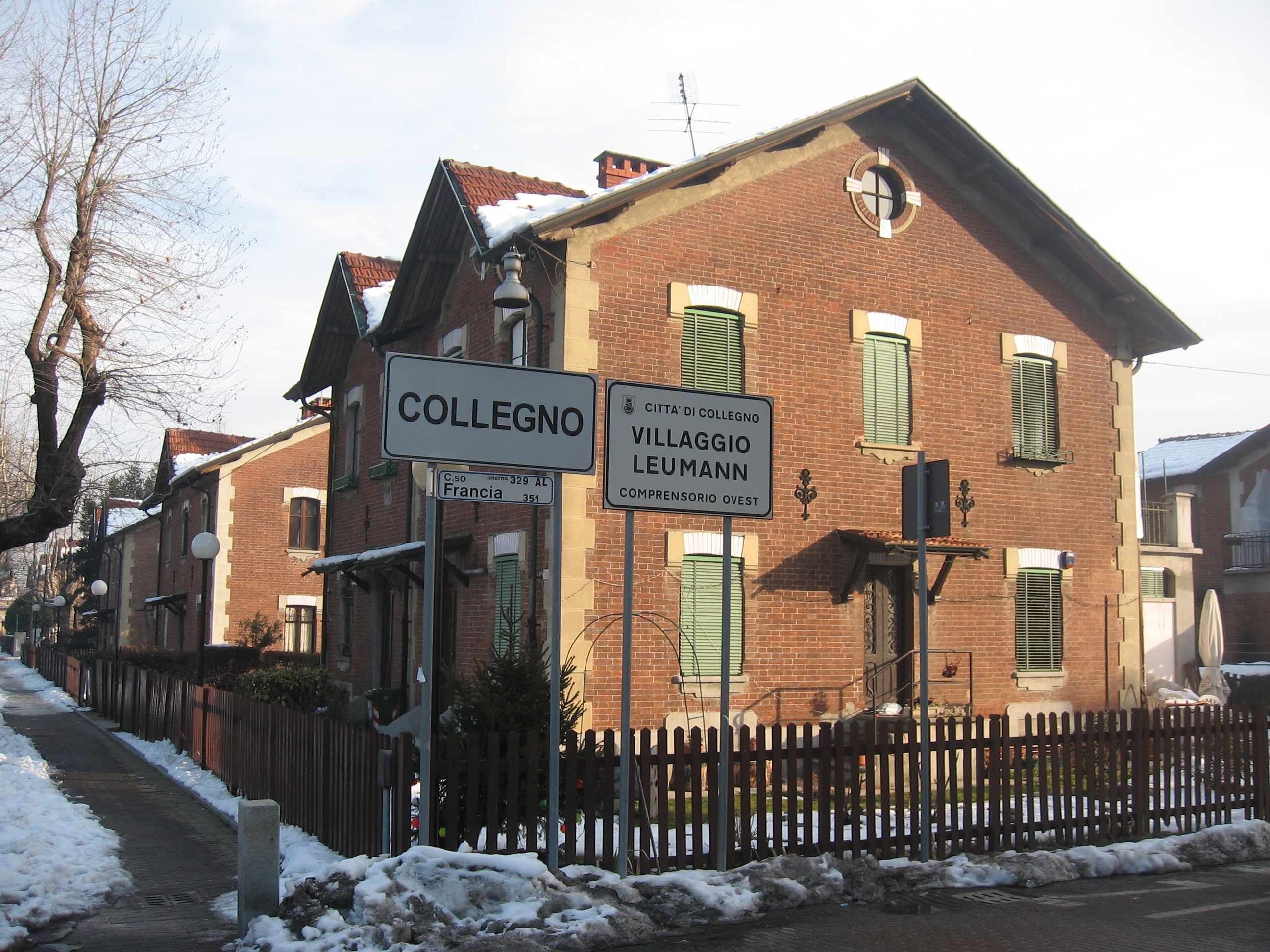
Una delle abitazioni del Villaggio Leumann

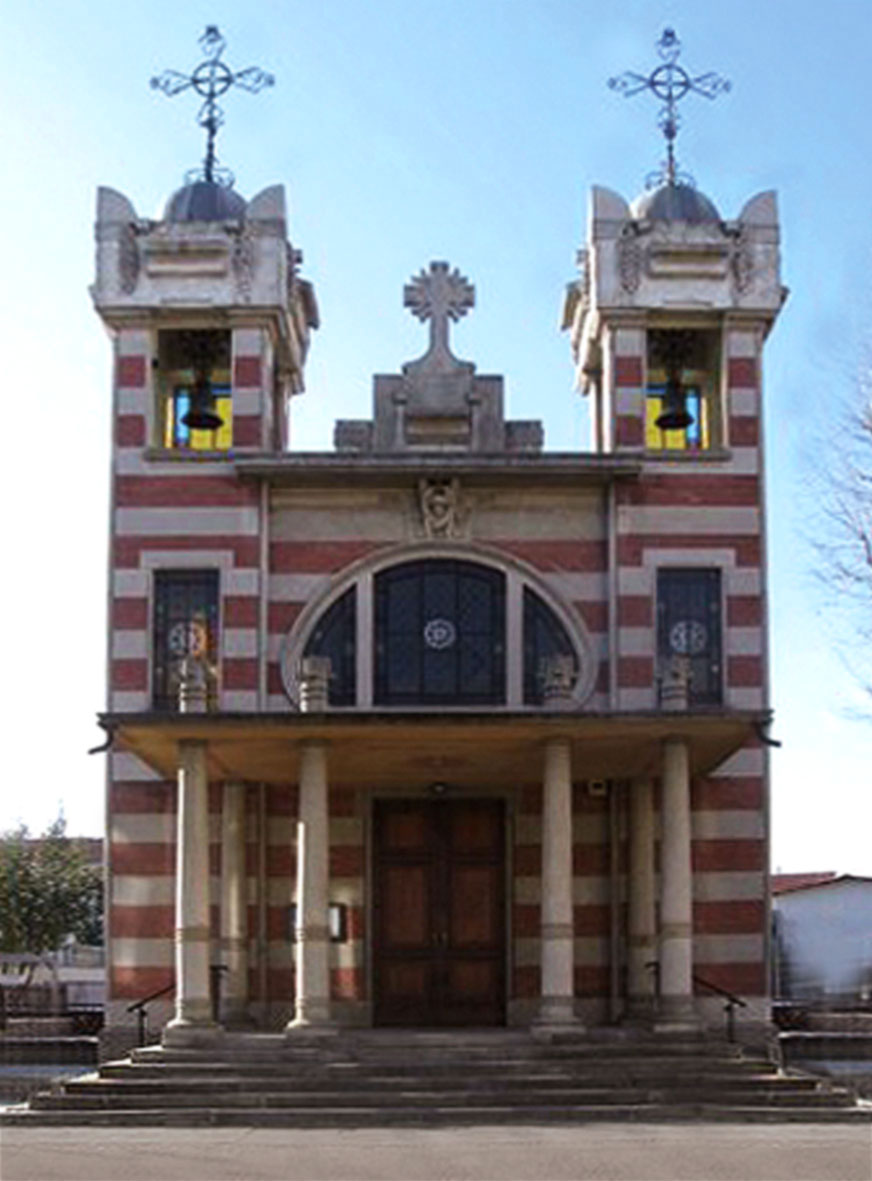
La chiesa del Villaggio Leumann, una delle pochissime al mondo in stile Liberty

Grazie all'acquisita esperienza in ambito di progettazione di stabilimenti industriali, Fenoglio si occupò anche del vasto progetto del Villaggio Leumann. Esso nacque dall'idea di un illuminato imprenditore di origine elvetica, Napoleone Leumann, che trasferì lo stabilimento della sua azienda tessile da Voghera a Torino, beneficiando delle agevolazioni che offriva il capoluogo piemontese, reduce del contestato trasferimento della capitale prima a Firenze e poi a Roma; inoltre l'ampia offerta di manodopera specializzata a costi ridotti completò il processo di attrazione di capitali e imprenditori anche stranieri come Abegg, Geisser, Kind, Metzger, Menier, Remmert, Scott contribuendo a fare di Torino la nuova capitale dell'industria. La scelta cadde sul vasto lotto di terra di circa 60 000 m² nelle campagne circostanti Collegno, all'epoca piccolo paese alle porte della città. Fondamentale nella scelta del luogo fu anche la presenza di canali irrigui e la vicinanza della nuova ferrovia che, correndo lungo l'asse dell'attuale corso Francia, consentiva un rapido collegamento con Torino, la vicina Rivoli ma anche con la Val di Susa e la Francia, attraverso il nuovo tunnel del Fréjus.
Il complesso, progettato tra il 1875 e il 1907 da Pietro Fenoglio, è costituito da due comprensori residenziali a latere dello stabilimento tessile, che cessò la sua attività nel 2007, che ospitava originariamente circa un migliaio di persone tra operai, impiegati e relative famiglie. Esso comprende ancora al suo interno 59 villini e case divisi in 120 alloggi, ciascuno provvisto sin dal principio di servizi igienici annessi e un giardino condiviso al piano terreno. Oltre al cotonificio, alle abitazioni, ai bagni pubblici, all'asilo "Wera Leumann" e alla scuola, Fenoglio progettò anche la chiesa di Santa Elisabetta: una delle pochissime al mondo realizzate in stile Liberty, insieme alla chiesa di San Leopoldo di Otto Wagner a Vienna.
L'organizzazione urbanistica, l'architettura degli edifici, le istituzioni sociali e i servizi assistenziali in esso creati hanno fatto del villaggio un organismo che poneva al centro dei suoi obiettivi una maggiore qualità di vita delle maestranze, sia sul lavoro sia nella vita privata; un'area ben definita in cui lavoro, famiglia, tempo libero, istituzioni sociali e previdenziali furono strettamente connessi fra loro, formando un contesto socialmente evoluto ed efficiente.
Esempi analoghi sorsero nel medesimo periodo anche in Lombardia e in Veneto ma il Villaggio Leumann è forse l'esempio più esteso, completo e funzionale, tale da essere diventato un'interessante testimonianza di carattere storico, culturale e architettonico.

### Gli altri personaggi delLibertytorinese

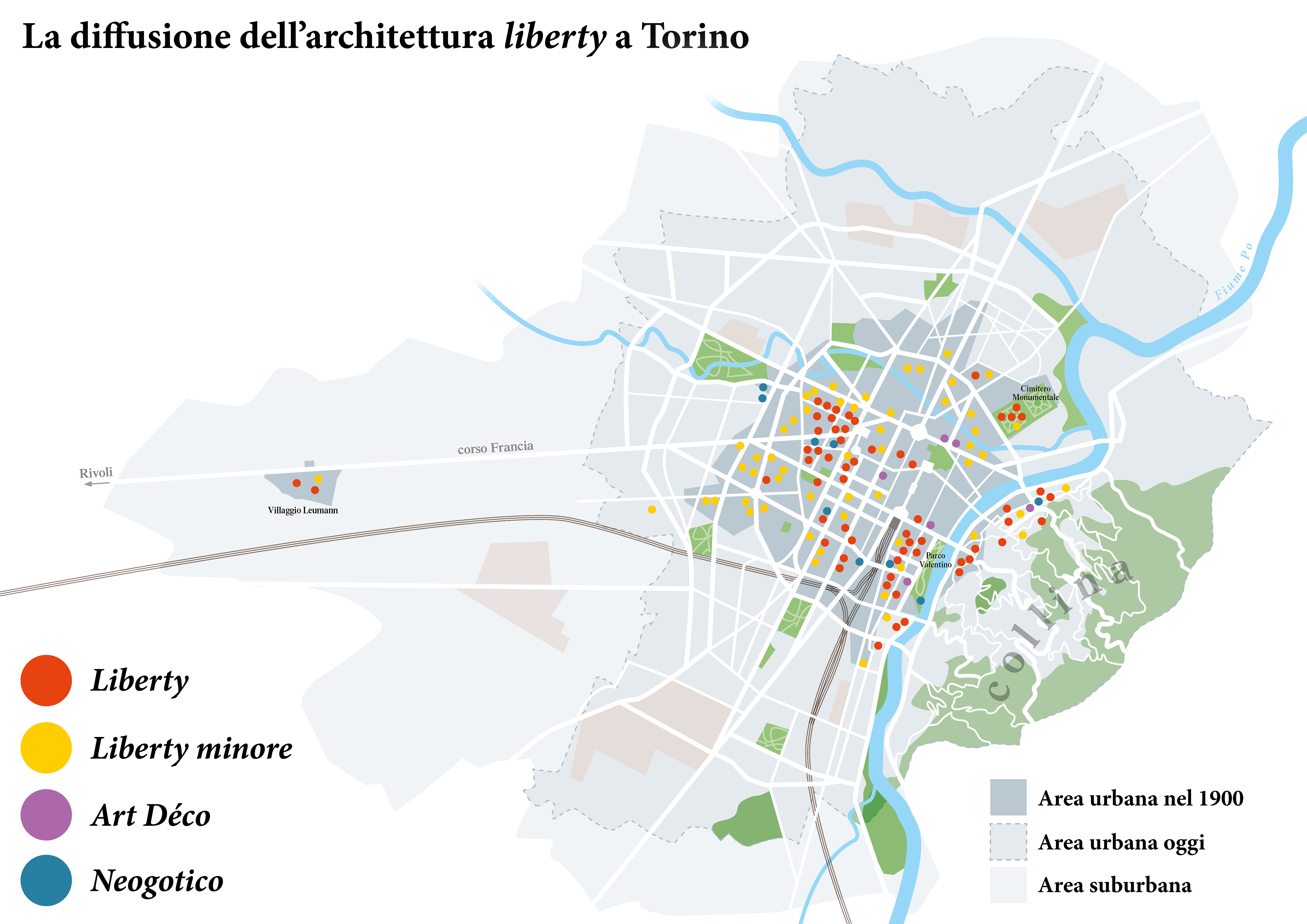

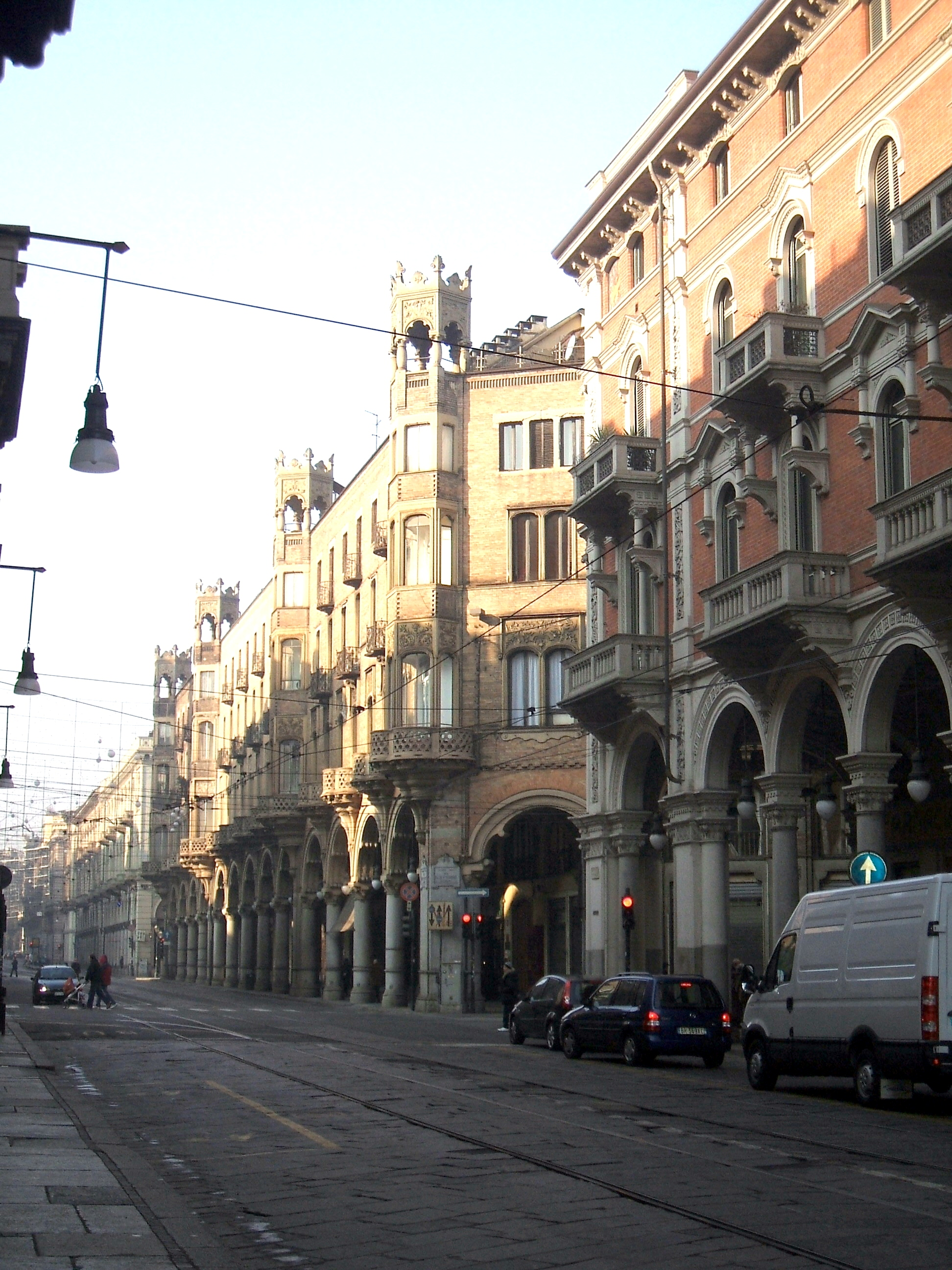
Palazzo Bellia di Carlo Ceppi in via Pietro Micca, una delle primissime sperimentazioni Liberty in città

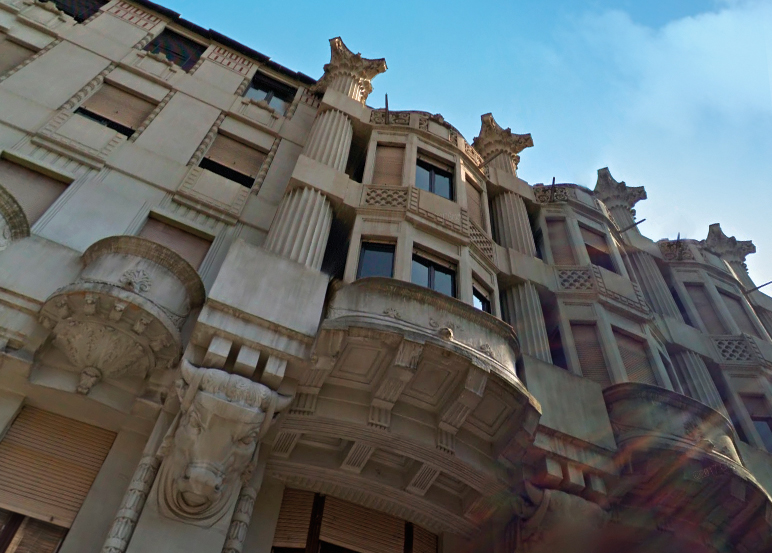
La Casa Avezzano di P. Betta

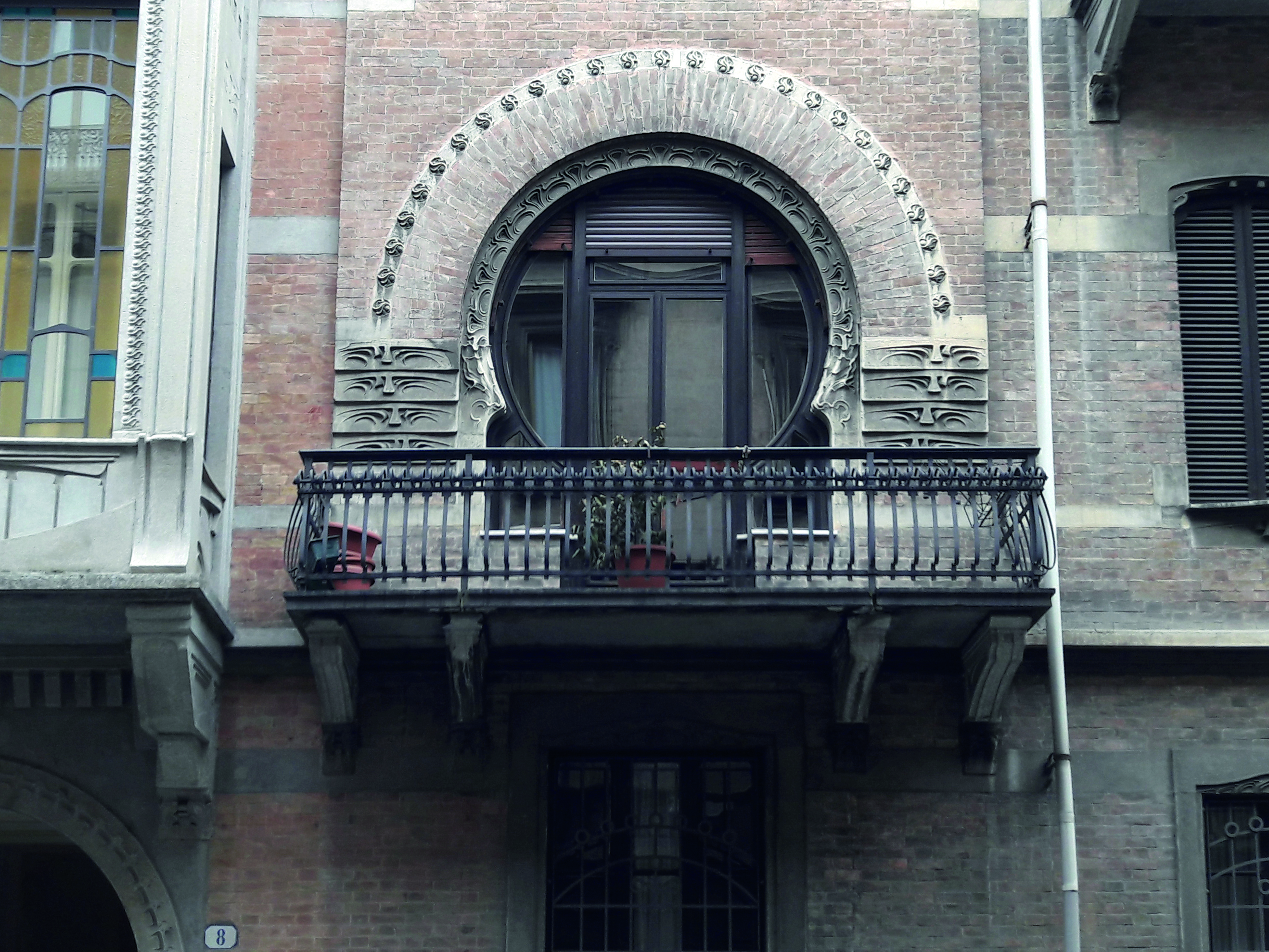
Particolare sezessionstil di Casa Bonelli in via Papacino 8

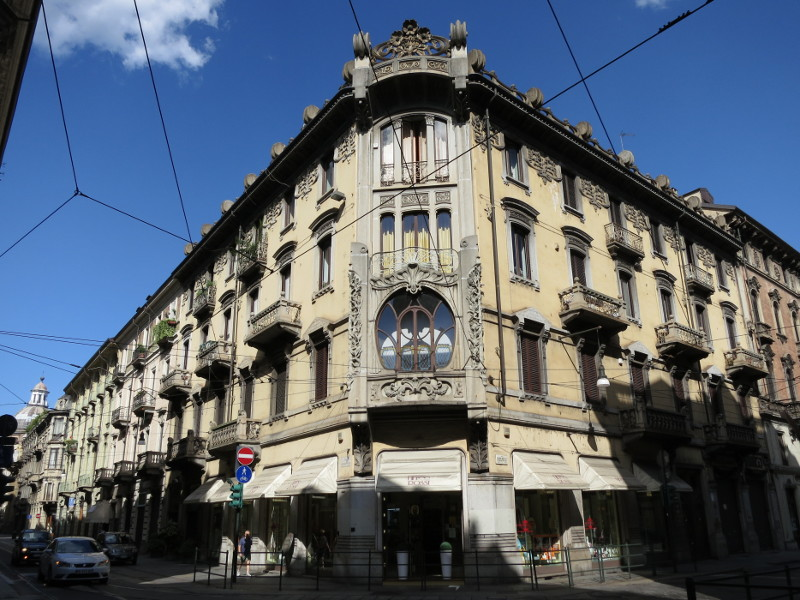
La Casa Florio in via Bertola angolo via San Francesco d'Assisi di G. Velati Bellini

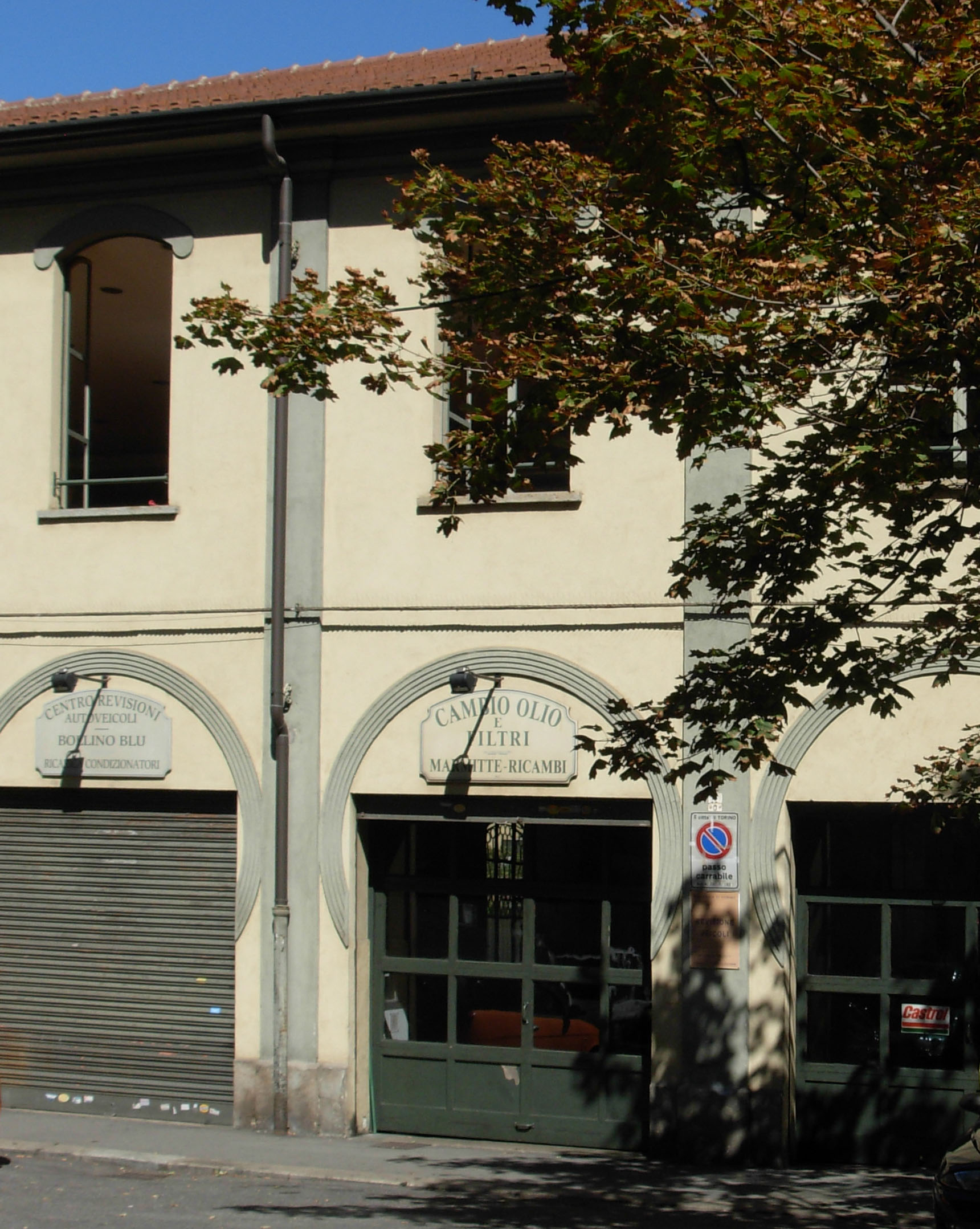
L'edificio che ospitò le prime officine dell'Accomandita Ceirano & C., in corso Raffaello 17

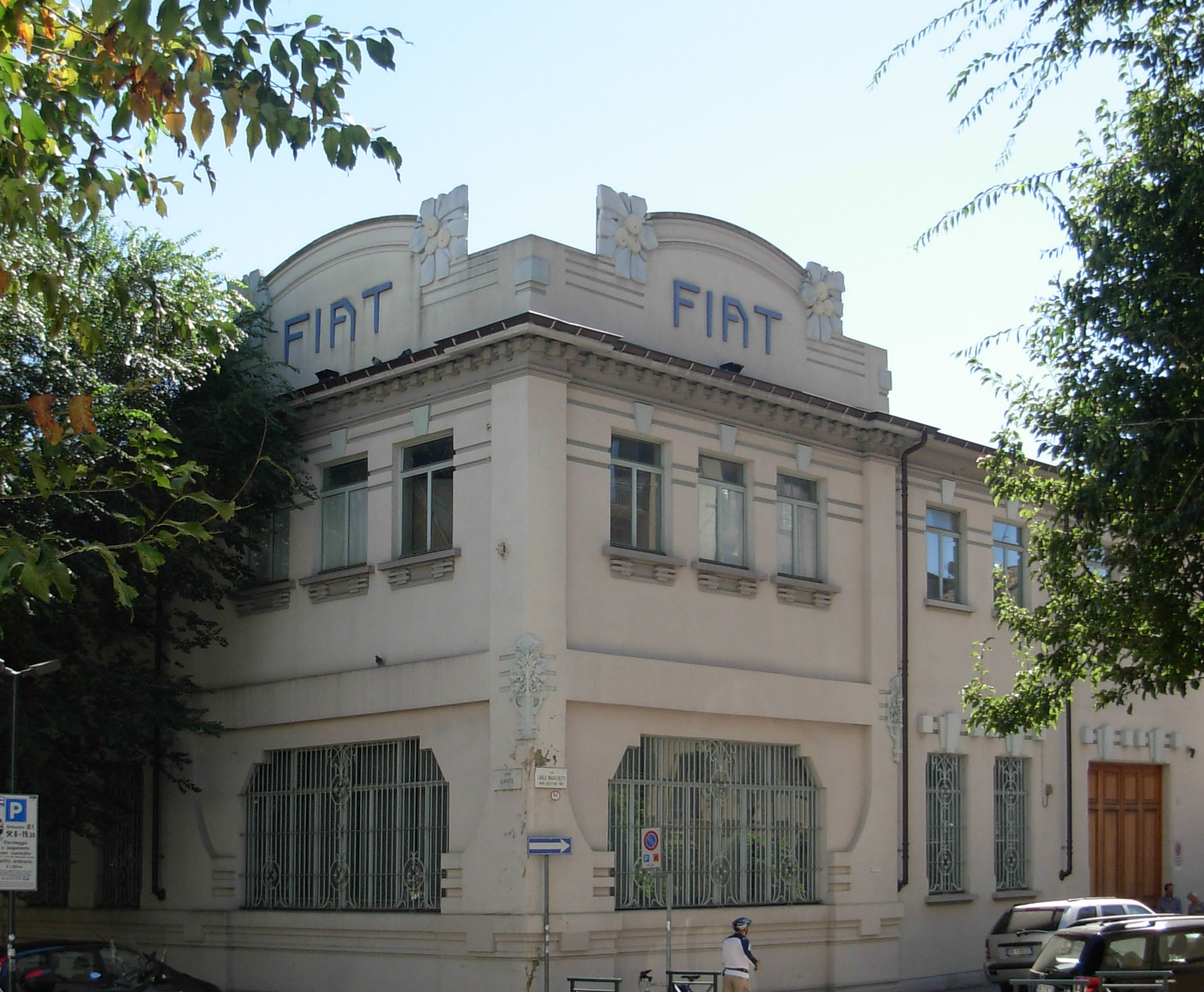
L'edificio che ospitò il primo stabilimento FIAT in corso Dante Alighieri 100 (1904-1906), opera di Alfredo Premoli; oggi è il Centro Storico Fiat

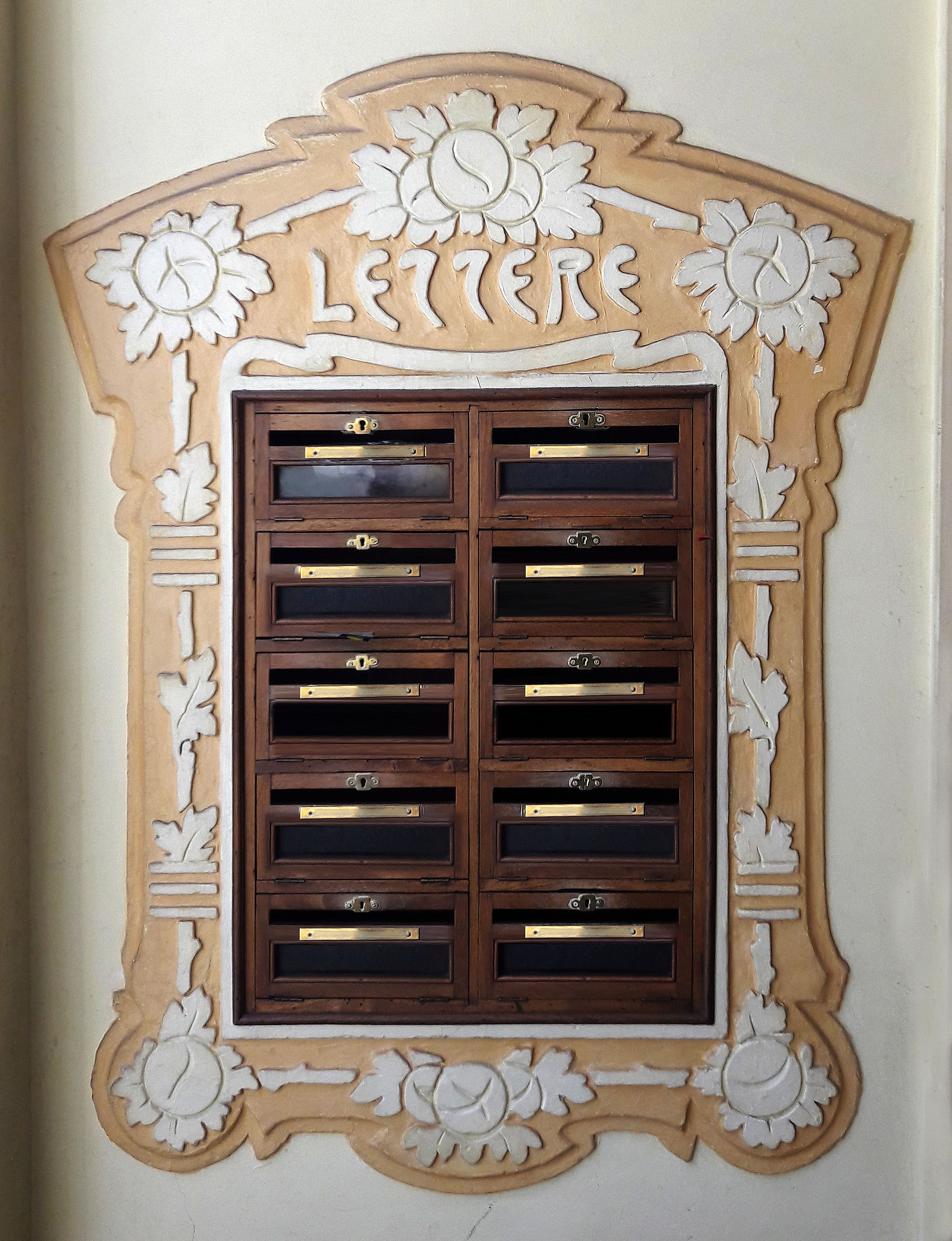
Dettaglio della cassetta
delle lettere di via Papacino 4

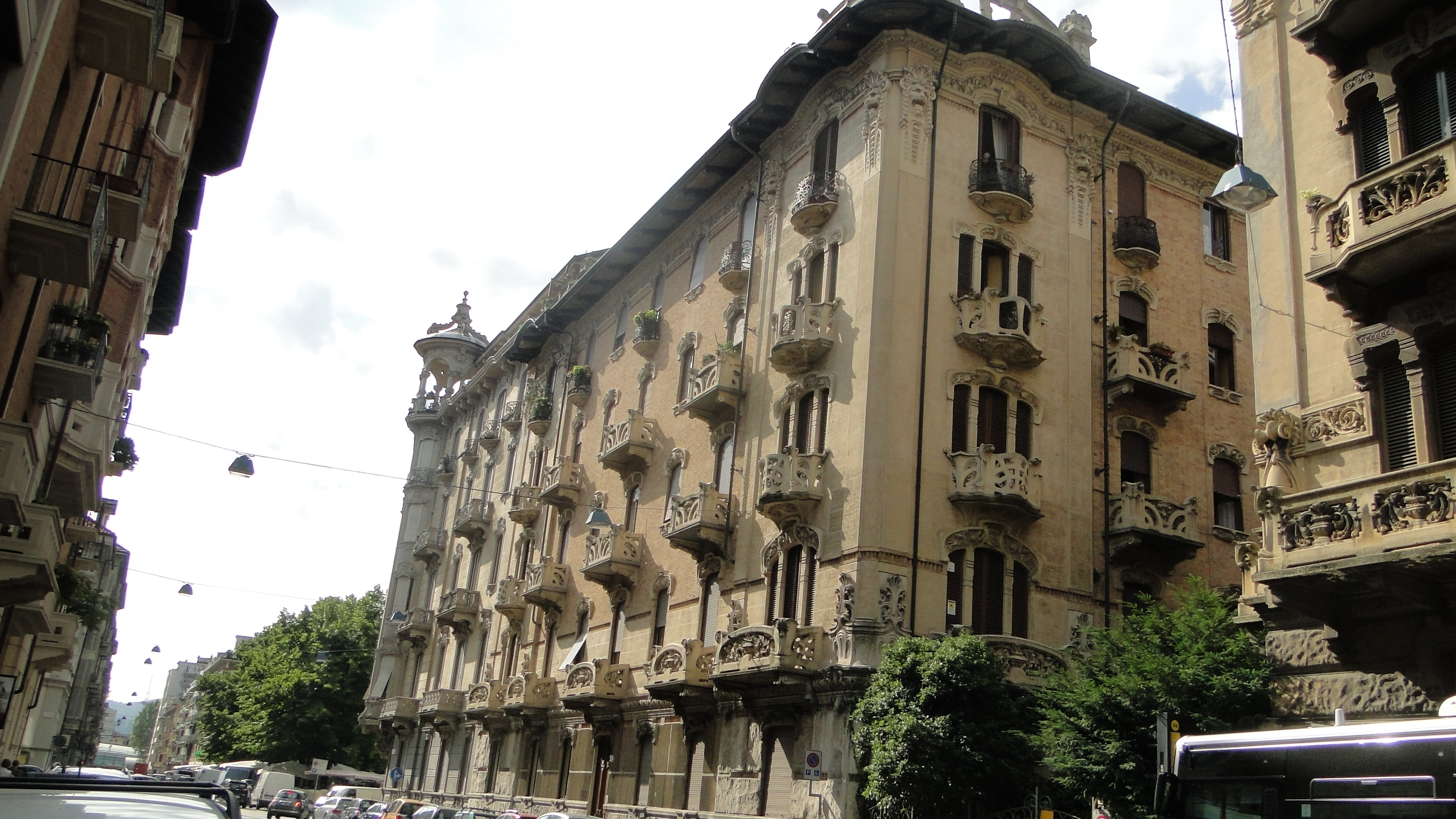
Gli edifici di via Duchessa Jolanda

Malgrado la connotazione principalmente barocca di scuola guariniana e juvarriana, il patrimonio architettonico della vecchia capitale sabauda conserva pressoché intatte ancora oggi importanti testimonianze Liberty e la presenza di architetture di quell'epoca è ancora percepibile in alcune zone centrali del capoluogo come i quartieri del centro storico, la Crocetta, San Salvario, la collina ma con un'assoluta predominanza nell'area comprendente i quartieri  San Donato e Cit Turin.
Gli emblemi di alcune prime sperimentazioni che, da un'impostazione ancora evidentemente eclettica tanto cara a Carlo Ceppi, lasciano comunque trasparire protostilemi Liberty sono sicuramente Palazzo Bellia (1898) e Palazzo Priotti (1900). Qui il Ceppi ha saputo fondere stilemi barocchi ed eclettici a sinuosità già Liberty e, nel caso di Palazzo Bellia, ha fatto ampio uso di bovindi, torrette e archi trilobati, facendone uno degli edifici più caratteristici della centralissima via Pietro Micca.
Allievo di Carlo Ceppi, il prolifico Pietro Fenoglio costruì il suo successo sullo stile dichiaratamente Liberty e la sua influenza stilistica contagiò numerosi altri architetti, alimentando una crescente e fruttuosa competizione che rese la stagione del Liberty torinese degna di essere ricordata. L'antagonismo del folto gruppo di architetti che in questi anni operò a Torino vide anche fiorire correnti differenti dello stesso stile; l'architetto Pietro Betta, per esempio, si differenziò per abbracciare uno stile più riconducibile al sezessionstil e nel cui studio si formarono giovani architetti come Domenico Soldiero Morelli e Armando Melis de Villa, protagonisti della successiva stagione del razionalismo italiano. L'opera di Betta si distinse per l'approccio più monumentale, contaminato da elementi classici sapientemente abbinati a stilemi secessionisti, il cui esempio più imponente appare nella Casa Avezzano (1912) del quartiere Crocetta, dove la facciata è scandita da una sequenza di grosse colonne corinzie aggettanti sorrette da protomi taurini e «incatenate» a una serie di bovindi.
Altri esempi marcatamente secessionisti sono Casa Bonelli (1904), residenza dello stesso architetto Bonelli, i cui prospetti sono caratterizzati da particolarissime porte-finestre contornate da un'ampia cornice circolare che riportano un ornato finemente decorato e Casa Mussini, austero edificio residenziale della precollina, progettata dall'architetto Ferrari nel 1914.
Altro esponente vicino al lessico progettuale di Pietro Betta fu l'architetto Annibale Rigotti che, all'angolo di via Vassalli Eandi con via Principi d'Acaja, poco distante dalla Casa Ina di Fenoglio, progettò Casa Baravalle (1902), una villa unifamigliare riconoscibile per le sue pareti azzurre e caratterizzata da decorazioni geometriche, con forme estremamente sobrie. Qui Rigotti, già autore di alcuni padiglioni dell'Esposizione Internazionale del 1902, sembra quasi voler anticipare il rigore che prevarrà nel successivo stile déco.
Dal 1902 in poi, sull'onda del successo delle esposizioni, il Liberty si propagò per tutta la città contribuendo alla sua crescita. La contemporanea vocazione industriale della città attrasse anche della nuova forza lavoro e la domanda di alloggi crebbe a tal punto da ampliare il tessuto urbano. Grazie all'avvento dell'energia elettrica e alla sua crescente diffusione, le industrie proliferarono e stabilirono nuovi insediamenti alla periferia della città abbandonando definitivamente il quartiere San Donato e la zona precollinare, scelta obbligata fino a quando la forza motrice era relegata all'energia idraulica dei mulini e dei martinetti che sorgevano in quelle aree caratterizzate da forti dislivelli.
Il quartiere San Salvario, a ridosso del Parco del Valentino e dove si svolsero le esposizioni di quegli anni, fu proprio uno dei primi a sviluppare nuovi isolati di stabilimenti industriali e di edilizia residenziale, talvolta modificando i prospetti di edifici già esistenti oppure richiedendo l'autorizzazione per delle varianti di progetto affinché si costruissero edifici dall'aspetto «contemporaneo». Oltre alle numerose «case da pigione» delle vicine via Pietro Giuria, via Saluzzo e via Madama Cristina, in San Salvario sorse anche Villa Javelli, l'abitazione torinese che D'Aronco progettò e fece costruire per sua moglie; poco distante sorge anche il noto Villino Kind (1906), residenza dell'ingegnere svizzero Adolfo Kind, divenuto celebre in Italia per aver introdotto per primo il nuovo sport dello sci, nonché fondatore del primo club italiano, lo Ski Club Torino.
Anche il mondo dell'industria, come già detto, non rimase indifferente alle inedite sinuosità dello stile Liberty. Oltre alle concerie e ai birrifici progettati da Fenoglio in zona San Donato, nel quartiere San Salvario si trasferì nel 1903 anche la nuova sede dell'Impresa Porcheddu, così direttamente coinvolta dal fermento edilizio di questi decenni, essa occupò un basso fabbricato che sorgeva in corso Valentino 20, ovvero in corrispondenza dell'attuale ex sede FIAT di corso Marconi, sorta alla metà degli anni trenta del Novecento. Anche la nascente industria automobilistica rivestì il ruolo di committente; una delle prime officine ad avvalersi di una nuova struttura secondo i dettami della nuova corrente fu quella dell'Accomandita Ceirano & C., prima officina automobilistica torinese produttrice di piccole «vetturelle» a marchio Welleyes dotate di motore a scoppio e di cui fu socio lo stesso Fenoglio; essa trasferì l'attività nel 1906 alla periferia sud della città, nell'attuale corso Raffaello 17, in un fabbricato ancora ben riconoscibile per i varchi d'accesso contornati da grandi volute circolari in litocemento. La stessa FIAT, costituitasi a Torino proprio nel 1899, commissionò il suo primo stabilimento al giovane architetto Alfredo Premoli che, tra il 1904 e il 1906, in corso Dante Alighieri realizzò il complesso comprendente la Scuola Allievi e la prima fabbrica, il cui edificio è vistosamente incorniciato da motivi floreali stilizzati sugli angoli delle cimase in litocemento sulla sommità che riportano l'acronimo della casa automobilistica torinese.
Significativa è anche la Galleria dell'Industria Subalpina, struttura ispirata ai tipici passages parigini seppur ancora reduce di un gusto eclettico, che ospitava il celebre Caffè Romano e dove si affaccia l'elegante Caffè Baratti & Milano, ristrutturato nel 1909; il suo ingresso dai portici di piazza Castello esibisce una ricca cornice in marmo impreziosita da bassorilievi bronzei e interni riccamente lavorati, con ampio utilizzo di tarsìe marmoree e stucchi.
Nel quartiere Crocetta si può invece ammirare la notevole Casa Maffei (1905), con ringhiere e ferri battuti del maestro lombardo Alessandro Mazzucotelli, su progetto di Antonio Vandone di Cortemilia; altri suoi esempi da menzionare sono alcuni palazzi di corso Galileo Ferraris e corso Re Umberto, caratteristici per i decori fitomorfi e l'ampio impiego di vetri colorati e ferro battuto. Tuttavia l'architetto Vandone di Cortemilia si dedicò anche a locali commerciali: da citare doverosamente troviamo il Caffè Mulassano nella centralissima piazza Castello, le cui dimensioni ridotte non fanno tuttavia sfigurare le eleganti boiseries e specchi, il soffitto a cassettoni in legno e cuoio e le numerose decorazioni in bronzo. Ulteriori opere di Vandone di Cortemilia sono presenti anche presso il Cimitero Monumentale, insieme ad altre opere di L. Bistolfi, D. Calandra, G. Casanova, C. Fumagalli, E. Rubino e A. Mazzucotelli.
In zona San Donato, oltre alla vistosissima Casa Fenoglio, in via Piffetti vi sono due esempi databili 1908, opera di Giovanni Gribodo e poco distante vi sono altri esemplari di edifici Liberty in via Durandi, via Cibrario e ancora in via Piffetti, al civico 35; mentre di Giovan Battista Benazzo sono Casa Tasca (1903), che ostenta decori floreali, motivi geometrici circolari e ricche decorazioni in ferro battuto per ringhiere e finestre.
Nel confinante quartiere Cìt Turìn, lungo via Duchessa Jolanda, sorgono due palazzi progettati da Gottardo Gussoni, chiari esempi di tardo Liberty databili 1914; analogamente, anche gli edifici nella retrostante via Susa ripropongono la medesima impostazione: un cortile centrale con un basso fabbricato al fondo sormontato da una torretta merlata, elemento che fa del Liberty di Gussoni uno stile sempre più caratterizzato da un eclettismo che poi sfocerà in un neogotico vero e proprio, tanto da diventare uno degli architetti preferiti dal Cav. Carrera.

### Daniele Donghi e Camillo Dolza: due ingegneri al servizio dell'amministrazione pubblica

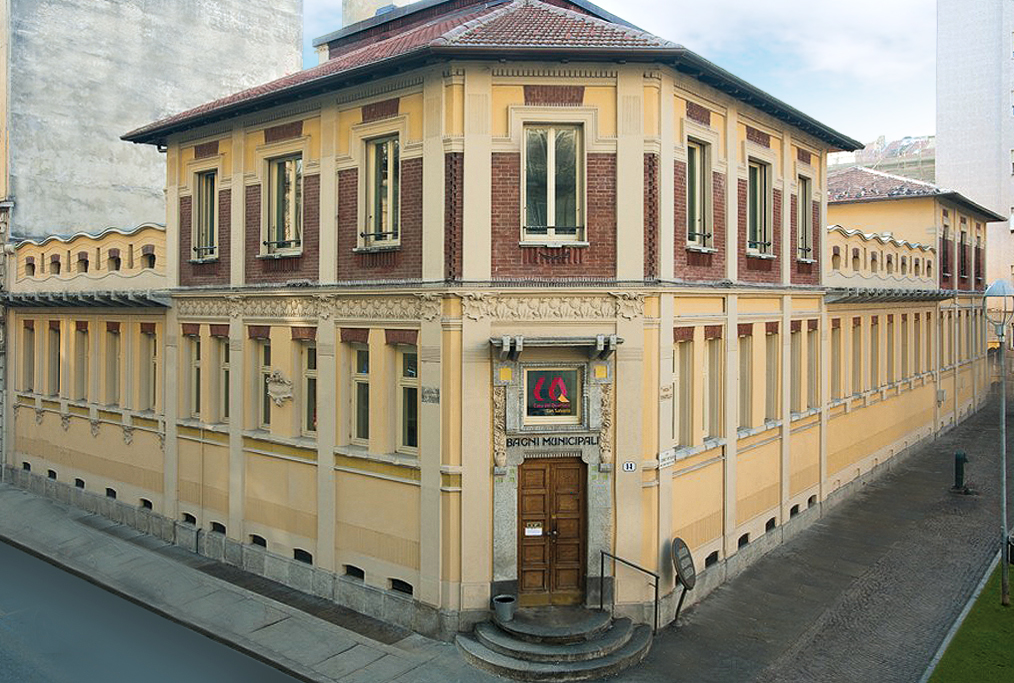
Gli ex Bagni Municipali di via O. Morgari

La stagione del Liberty torinese fu caratterizzata anche da una cospicua realizzazione di edifici pubblici tra cui scuole, uffici e bagni pubblici. In questo settore dell'amministrazione locale emersero illustri esponenti tra cui dapprima l'ingegnere Daniele Donghi, già professore ordinario di Architettura tecnica a Milano e Padova, che per circa quindici anni fu a capo dell'Ufficio tecnico dei Lavori pubblici, carica che lasciò alla volta dell'analogo incarico presso il Comune di Padova, quello di Venezia, divenendo infine direttore della filiale milanese dell'Impresa Porcheddu di Torino.
A Donghi subentrò l'ingegner Camillo Dolza che firmò i più importanti progetti di edilizia pubblica torinese dei primi decenni del Novecento, tra cui si contano l'imponente edificio dell'istituto superiore femminile magistrale "V. Monti" di corso Galileo Ferraris 11 (1900), i primi Bagni Municipali di via G. Saccarelli (1901), quelli di via O. Morgari (1905), quelli di borgo Vanchiglia (1910), il Palazzo Poste e Telegrafi di via Alfieri (1908) e la nuova scuola elementare "Santorre di Santarosa" di via Braccini (1920).

## Il neogotico e i detrattori delLiberty

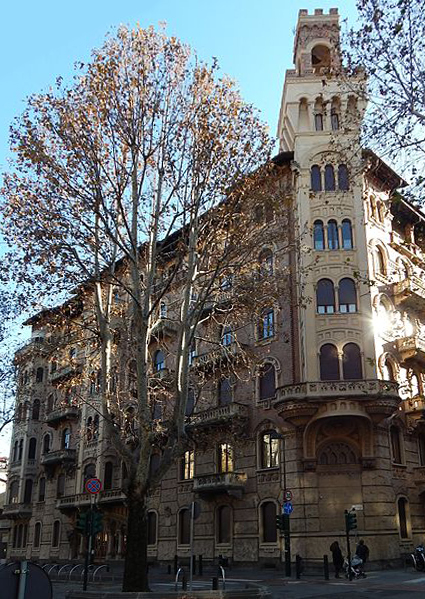
La Casa della Vittoria, in corso Francia

Parallelamente al naturalismo talvolta esasperato del Liberty, la corrente del neogotico continuò a essere lo stile prediletto della aristocrazia e della committenza di gusto più conservatore e tradizionalista; inoltre, grazie della forte connotazione allegorica d'ispirazione medievale si confermò lo stile preferito per la realizzazione di edifici religiosi, se si esclude l'unico caso italiano della chiesa Liberty dedicata a Santa Elisabetta, all'interno del Villaggio Leumann.
Uno dei maggiori detrattori del Liberty fu il poeta torinese Guido Gozzano che, per ironia della sorte, visse e morì in un edificio progettato secondo questo nuovo stile dallo stesso Pietro Fenoglio. Egli espresse sovente parole di biasimo per il Liberty, fino a definirlo «rosolia del buon gusto», quasi a paragonarla a una passeggera infatuazione per modelli europei che, secondo il suo pensiero, non avevano legami con la tradizione architettonica italiana; al contrario nel neogotico egli avvertiva un sano «ritorno all'ordine» che poneva al riparo da pericolose avanguardie stilistiche troppo audaci.
Della stessa idea furono anche i maggiori esponenti della nobiltà e della finanza che, pur senza ricorrere al neogotico, per i loro edifici di rappresentanza predilessero uno stile neoclassico più sobrio, tradizionale e conservatore, come accadde per esempio per l'edificio eclettico delle Assicurazioni Generali Venezia in piazza Solferino, progettato dello stesso Pietro Fenoglio che tuttavia qui si piegò alle indiscutibili esigenze del committente.

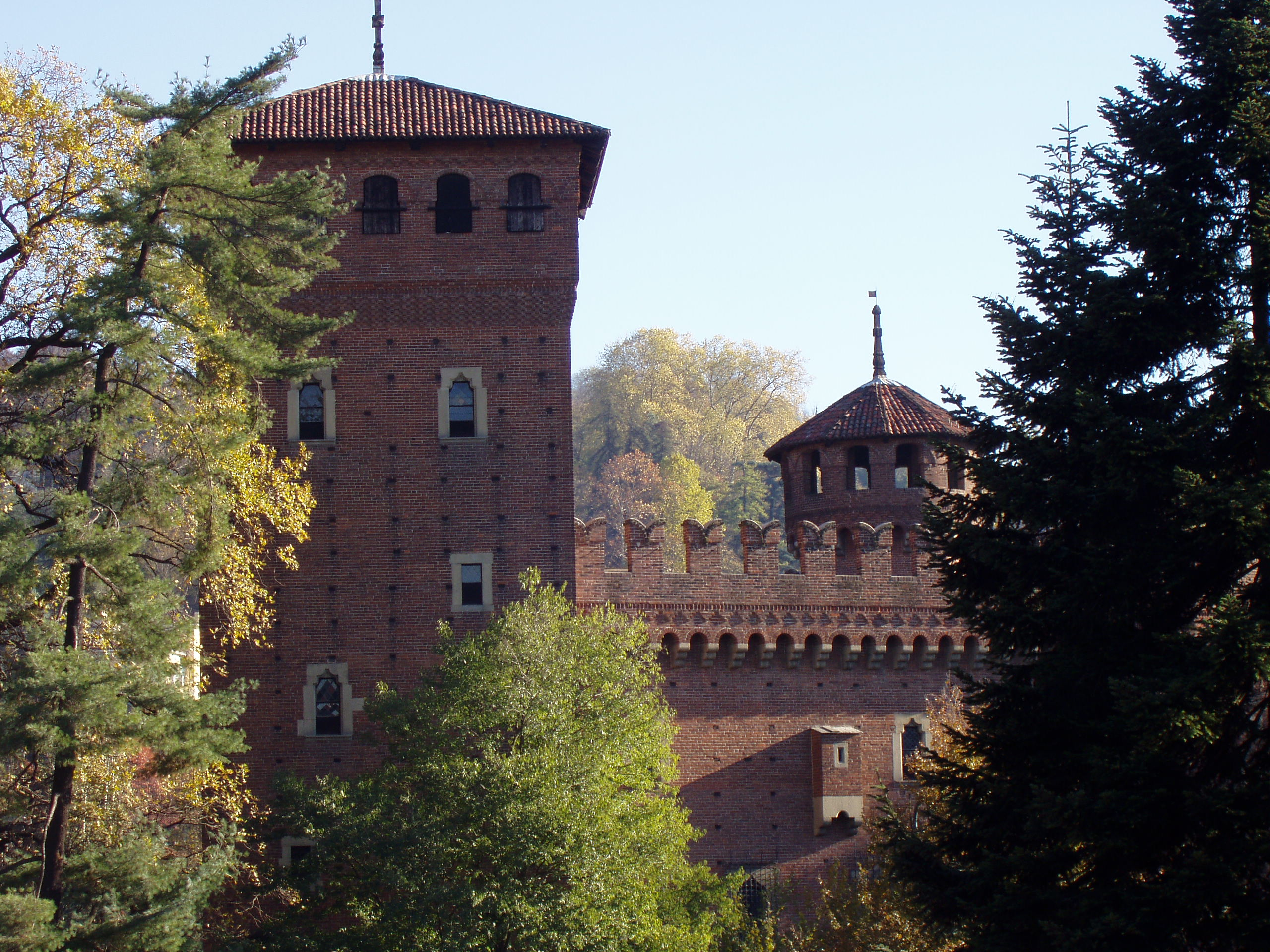
Una veduta del Borgo Medievale del Valentino

Oltre al ben noto Borgo Medievale del Parco del Valentino, gioiello frutto di un accurato studio delle vestigia medievali locali coordinato dall'architetto portoghese Alfredo d'Andrade, nell'elegante quartiere residenziale Cit Turin si possono notare degli ottimi esempi di architettura civile nelle opere commissionate da Carrera: la Casa della Vittoria (1918-20) di Gottardo Gussoni, insieme all'abitazione dello stesso Carrera, ne sono l'esempio di maggior rilevanza. Sempre nel medesimo quartiere è degno di nota anche l'operato dell'architetto Giuseppe Gallo, a cui si deve il progetto della chiesa dedicata a Gesù Nazareno affacciata su piazza Martini. Ulteriori esempi di edifici civili in stile neogotico sono evidenziabili nel vicino quartiere San Donato con il gruppo di case di via Piffetti, famose per i ferri battuti, le caratteristiche sfingi e le decorazioni a coda di pavone.
Altri isolati esempi di neogotico di Giuseppe Gallo sono altresì presenti nella zona di San Salvario e nel quartiere Crocetta, dove svetta la Casa Lattes (1911), imponente esempio presso l'incrocio di via Sacchi e corso Sommelier. Nel quartiere Parella, invece, al tempo estrema periferia contornata dalla campagna, sorge il Palazzotto Arduino, un ricco esempio di neogotico progettato dall'architetto Paolo Napione nel 1926, quando ormai l'avanguardia architettonica stava già sperimentando in città i primi esempi di razionalismo come, per esempio, Palazzo Gualino.

## La parabola finale delLiberty, l'avvento dell'Art décoe ilNeoliberty

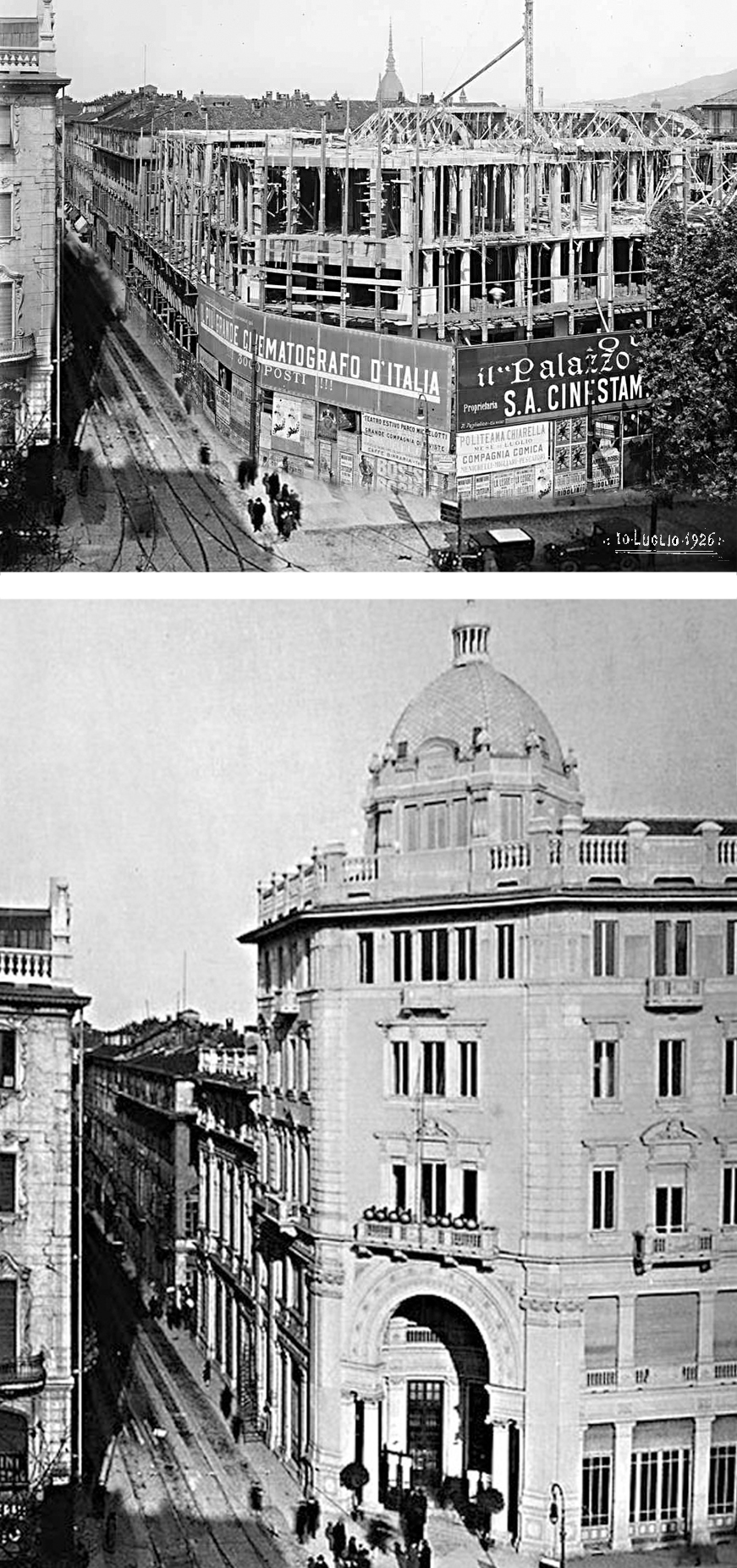
Fase di costruzione e completamento dell'edificio che dal 1926 ospitò il Palazzo del Cinema, poi Cinema Corso

### L'Art déco

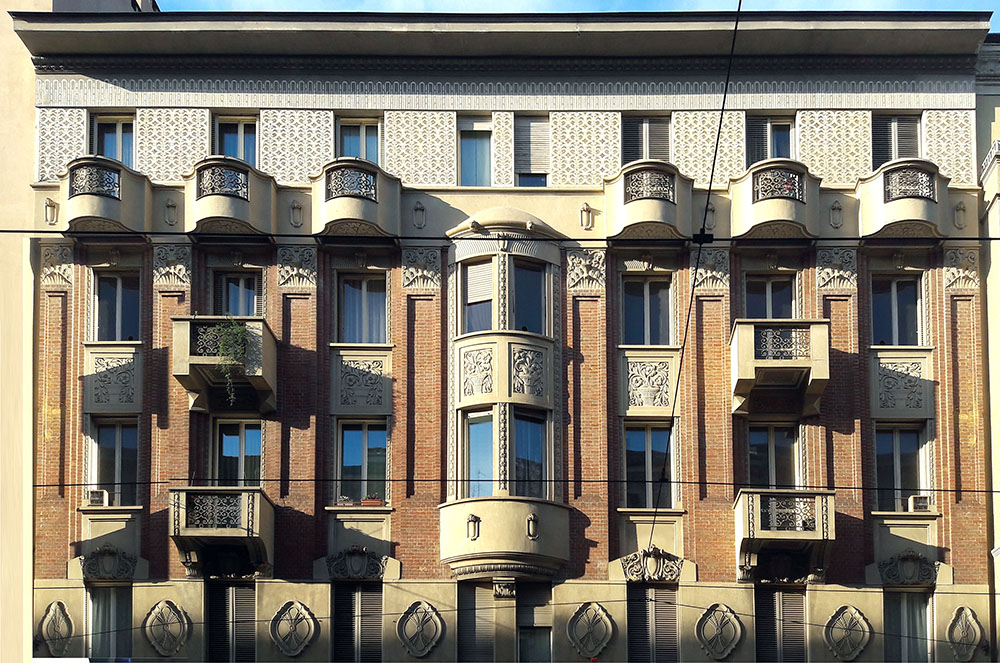
Casa Enrieu, ovvero un primo esempio torinese di déco in via L. Cibrario (1914)

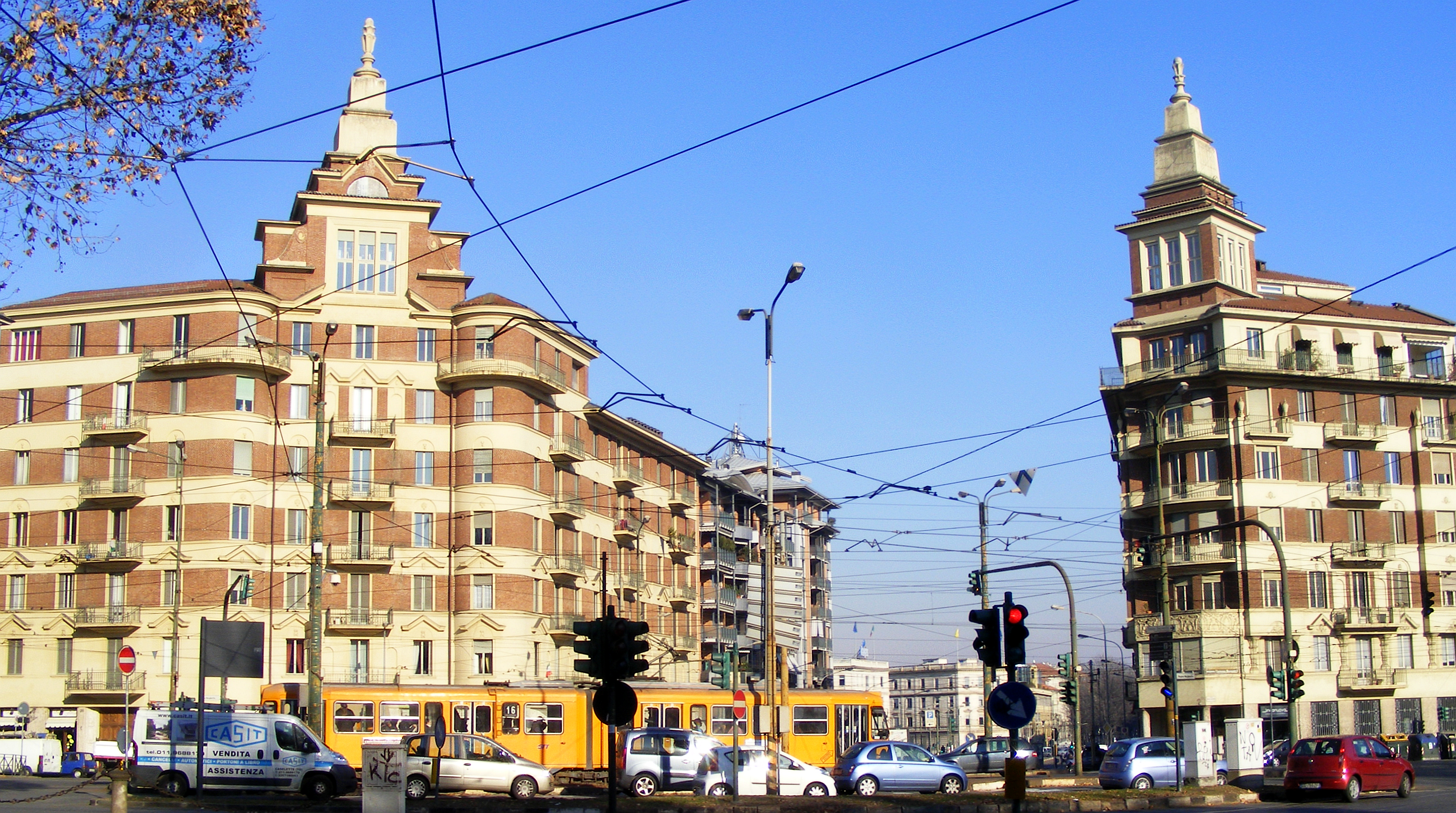
Le Torri Rivella, altro esempio Art déco (1929)

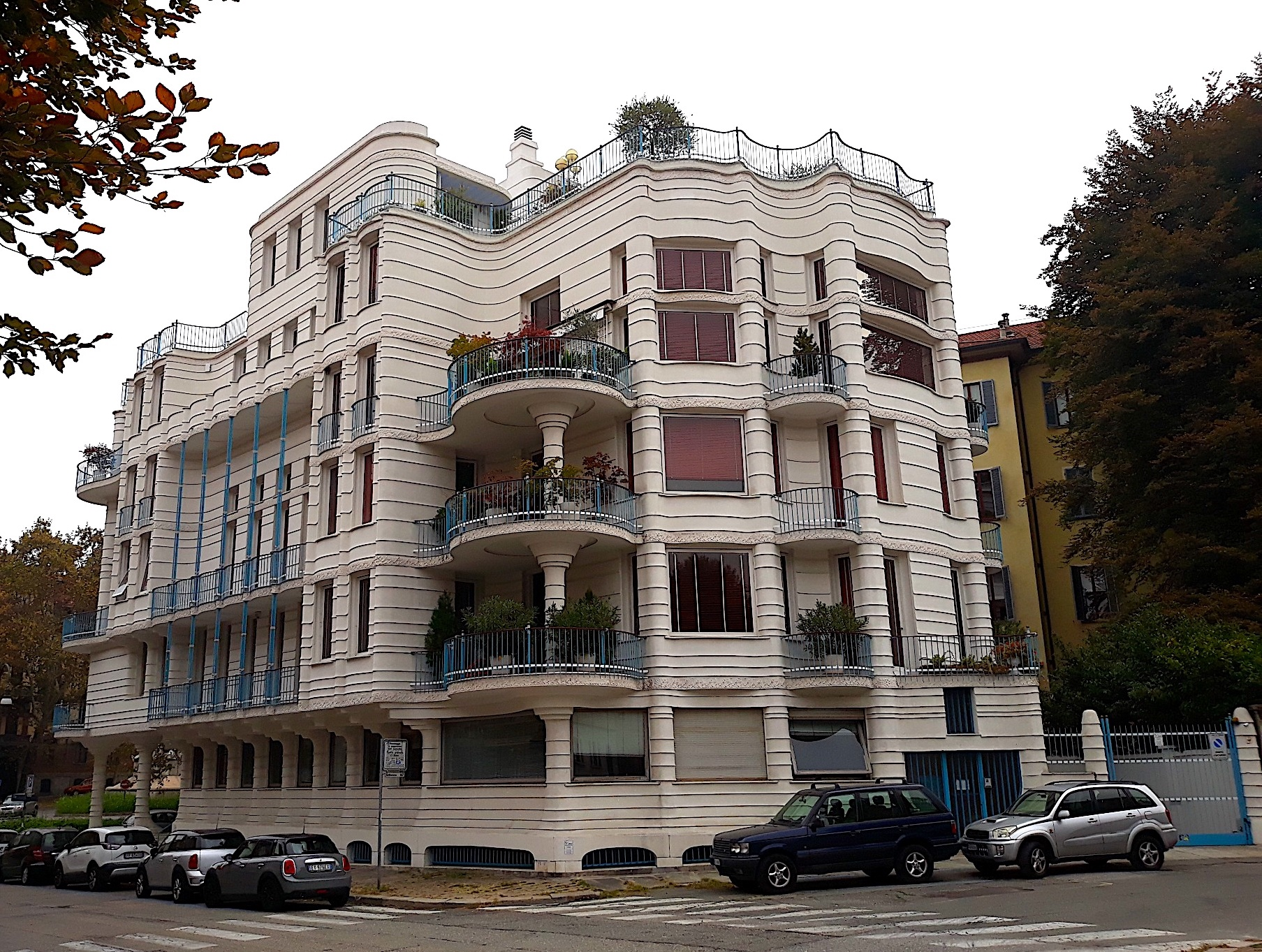
La Casa dell'Obelisco (1954), in piazza Crimea 2, un esempio di Neoliberty

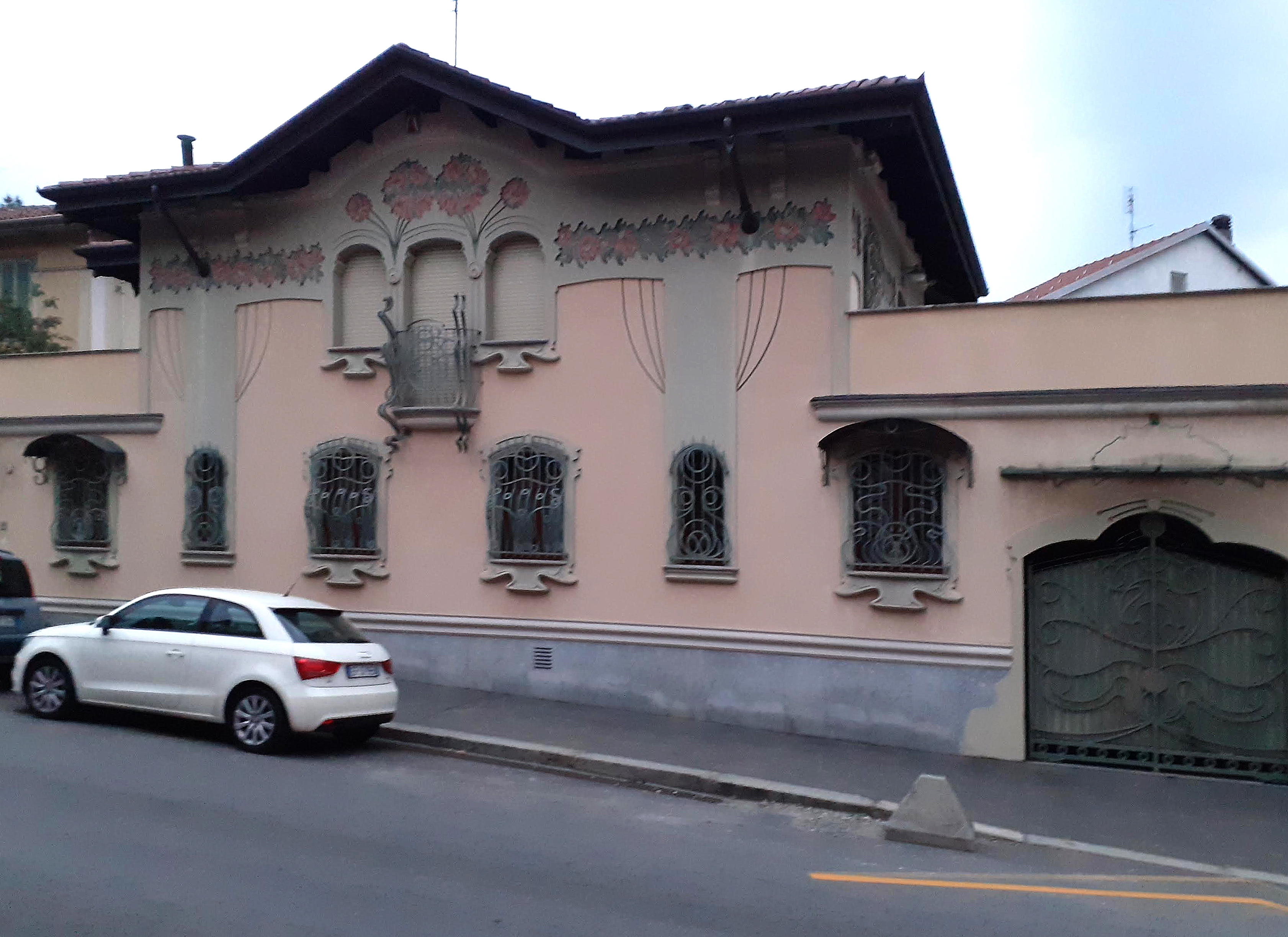
Villa Grivet Brancot (2002), in strada San Martino: un esempio di «falso architettonico»

Mentre gli orrori della prima guerra mondiale decretarono, non soltanto simbolicamente, la fine della spensierata stagione del Liberty, nel corso del secondo decennio del Novecento il tema della «funzione» prevalse sulla «forma» e l'Art déco fu una sorta di sinossi stilistica che vide trasformare le sue sinuose audacie in stilemi più rigorosi che anticiparono, anche se di poco, i caratteri principali del razionalismo; Torino ospita anche alcuni degni esempi di questa nuova corrente.
Oltre ad alcune ville sulla zona collinare, una delle prime espressioni di architettura déco apparve in via Cibrario 62, dove sorge Casa Enrieu dell'architetto Bertola: il suo apparato decorativo, ormai privo di decorazioni floreali, è caratterizzato da cornici e motivi ondivaghi alternati a superfici piane; stesso dicasi per l'edificio accanto, all'angolo con la vicina via Bossi.
Altro esempio di Art déco fu l'edificio che sorse all'angolo di corso Vittorio Emanuele II che venne realizzato nel 1926 su progetto di dell'ingegner Bonadè-Bottino per ospitare il Palazzo del Cinema, in seguito Cinema Corso, al tempo la sala cinematografica più grande d'Italia; malgrado la sua distruzione in un incendio nel 9 marzo 1980 la caratteristica facciata con accesso angolare sormontata da una cupola venne conservata e l'edificio fu destinato a differente uso, su progetto dell'architetto Pier Paolo Maggiora. In piazza Solferino, invece sorge un altro esempio dalle forme sobrie ed eleganti realizzato nel 1928 su progetto di Giuseppe Momo, come sede della Società Anonima Edile Torinese.
Un altro autore torinese che si affermò per le sue opere déco fu l'architetto Vittorio Eugenio Ballatore di Rosana. Già autore del motovelodromo di vaga ispirazione Liberty e dello Stadium, egli si distinse per la progettazione delle Torri Rivella, la coppia di edifici posti nell'omonimo slargo all'incrocio di corso Regina Margherita e corso Regio Parco, nonché l'imponente edificio dell'Istituto Elettrotecnico Nazionale "Galileo Ferraris", di corso Massimo d'Azeglio e un gruppo di edifici a ridosso di piazza Bernini.

### IlNeolibertye la rivalutazione postuma delLibertytorinese
Negli anni cinquanta del Novecento il Liberty ebbe una sorta di reinterpretazione da parte di alcuni esponenti dell'architettura torinese dell'epoca tra cui Roberto Gabetti, Aimaro Isola, Sergio Jaretti ed Elio Luzi e altresì lo studio milanese BBPR che, per la loro rilettura degli stilemi floreali e strutturali, indussero il critico Paolo Portoghesi a definire tale fenomeno Neoliberty. Di Jaretti e Luzi è emblematica la cosiddetta Casa dell'Obelisco, dove emergono con raffinata ironia colti riferimenti stilistici che conducono a una rivisitazione dei materiali da costruzione, riproponendo l'utilizzo del litocemento per elementi decorativi che caratterizzano tutti i sinuosi prospetti dell'edificio marcatamente scanditi da rilievi orizzontali sovrapposti che richiamano le morfologie moderniste di Gaudí.
Sempre nella zona collinare di Borgo Po, all'inizio degli anni duemila, è comparso un eccentrico edificio unifamiliare progettato dell'architetto torinese Alessandro Celli. Egli nel 2002 ha progettato per il suo committente Villa Grivet Brancot, ovvero un autentico «falso architettonico» che si ispira ai maggiori stilemi Liberty torinesi. L'abitazione della famiglia Grivet Brancot è caratterizzata da un ricco apparato decorativo costituito da litocemento, cornici, decorazioni e ferri battuti che sembrano davvero appartenere al repertorio fenogliano ma che invece sono il frutto di un'attenta ricerca contemporanea di maestranze e di materiale filologicamente coerenti con l'epoca Liberty e a suo perpetuo omaggio.

## Gli edifici di maggiore interesse
.

### Zona Centro
| Edificio                                           | Autore                  | Anno      | Ubicazione                                                                                | Note | Immagine (esterno) | Immagine (interno/dettaglio) |
| -------------------------------------------------- | ----------------------- | --------- | ----------------------------------------------------------------------------------------- | --- | ------------------ | ---------------------------- |
| Palazzo Bellia                                     | C. Ceppi                | 1892-1898 | via Pietro Micca 4-6                                                                      | Fu il primo edificio di Torino a essere costruito dall’impresa Bellia con solai e struttura portante in cemento armato secondo il brevetto del Systéme Hennebique. |                    |                              |
| Palazzo Priotti                                    | C. Ceppi                | 1900      | corso Vittorio Emanuele II 52                                                             | |                    |                              |
| Istituto superiore femminile magistrale "V. Monti" | C. Dolza G. Scanagatta  | 1900      | corso Galileo Ferraris 11                                                                 | |                    |                              |
| Casa Reda                                          | G. Reycend              | 1902      | via San Francesco d'Assisi 15                                                             | Fu una delle tre «case da pigione» commissionate dai fratelli Daniele e Sereno Florio.                                                                             |                    |                              |
| Casa Florio                                        | G. Velati Bellini       | 1902      | via San Francesco d'Assisi 17, angolo via Bertola                                         | Fu una delle tre «case da pigione» commissionate dai fratelli Daniele e Sereno Florio.                                                                             |                    |                              |
| Palazzina Rossi-Galateri                           | P. Fenoglio             | 1903      | via Passalacqua 14                                                                        | |                    |                              |
| Casa Boffa-Costa                                   | P. Fenoglio             | 1903      | via Papacino, angolo via Revel                                                            | |                    |                              |
| Casa Boffa-Costa-Magnani                           | P. Fenoglio             | 1904      | via de Sonnaz 16                                                                          | |                    |                              |
| Casa Rey                                           | P. Fenoglio             | 1904      | corso Galileo Ferraris 16-18                                                              | |                    |                              |
| Casa Bellia                                        | P. Fenoglio             | 1904      | via Papacino, angolo corso G. Matteotti                                                   | |                    |                              |
| Edificio residenziale                              | P. Fenoglio             | 1904      | via Papacino 4                                                                            | |                    |                              |
| Edificio residenziale                              | G. Gatti                | 1904      | corso Galileo Ferraris 22                                                                 | |                    |                              |
| Palazzo della Zoppa                                | C. A. Ceresa            | 1906      | via Viotti 11                                                                             | |                    |                              |
| Casa Fiorio (ex Foro Frumentario)                  | E. Bonicelli            | 1906      | corso G. Matteotti 5 (e isolato formato da via San Quintino, via Arsenale e via M. Gioia) | Progetto di chiusura portici e nuova facciata Liberty di Enrico Bonicelli. In seguito l’edificio ospitò l'Hotel Regina.                                            |                    |                              |
| Casa Giraudi (o Casa Besozzi)                      | E. Bonelli              | 1906      | via Papacino, angolo via Revel                                                            | |                    |                              |
| Casa Bonelli                                       | E. Bonelli              | 1906      | via Papacino 8                                                                            | Fu l'abitazione personale di E. Bonelli. Chiara influenza sezessionstil.                                                                                           |                    |                              |
| Casa Florio                                        | P. Fenoglio             | 1907      | via Monte di Pietà 26, angolo via San Francesco d'Assisi                                  | Fu una delle tre «case da pigione» commissionate dai fratelli Daniele e Sereno Florio.                                                                             |                    |                              |
| Terrazza Solferino                                 | Vetreria Albano&Macario | 1907      | via Bertolotti 7                                                                          | |                    |                              |
| Caffè Baratti & Milano                             |                         | 1909      | Galleria Subalpina (piazza Castello)                                                      | |                    |                              |
| Rimesse e uffici delle tranvie municipali          | -                       | 1899-1909 | corso Regina Margherita 14                                                                | |                    |                              |
| Edificio residenziale                              | -                       | 1902      | via G. Rossini 12                                                                         | |                    |                              |
| Edificio residenziale                              | -                       | 1902      | via G. Rossini 30                                                                         | |                    |                              |
| Edificio residenziale                              | E. Mollino              | 1902      | via G. Matteotti 44-46                                                                    | |                    |                              |

### Zona Crocetta
| Edificio                  | Autore                                                                          | Anno | Ubicazione                                        | Note | Immagine (esterno) | Immagine (interno/dettaglio) |
| ------------------------- | ------------------------------------------------------------------------------- | ---- | ------------------------------------------------- | --- | ------------------ | ---------------------------- |
| Palazzo Ceriana Mayneri   | C. Ceppi                                                                        | 1884 | corso Stati Uniti 27                              | Sede del celebre Circolo della Stampa e da non confondere con l'omonimo palazzo, sempre opera del Ceppi, ubicato in piazza Solferino. |                    |                              |
| Casa Buzzani              | P. Fenoglio                                                                     | 1897 | via Lamarmora 31, angolo via Pastrengo            | |                    |                              |
| Casa Boffa-Costa          | P. Fenoglio                                                                     | 1901 | via Sacchi 28, angolo via Legnano                 | |                    |                              |
| Casa Guelpa               | P. Fenoglio                                                                     | 1903 | via Colli 2                                       | |                    |                              |
| Casa Debernardi           | P. Fenoglio                                                                     | 1903 | via Colli 2, angolo via Vela                      | |                    |                              |
| Casa Debernardi           | P. Fenoglio                                                                     | 1904 | via Magenta 55, angolo via Morosini               | |                    |                              |
| Casa Perino               | P. Fenoglio                                                                     | 1904 | via San Secondo 70                                | |                    |                              |
| Case popolari             | P. Fenoglio                                                                     | 1907 | via Fratelli Carle, angolo corso Galileo Ferraris | |                    |                              |
| Casa Maffei               | A. Vandone di Cortemilia Giovan Battista Alloati (bassorilievi) A. Mazzucotelli | 1909 | corso Montevecchio 50                             | |                    |                              |
| Casa a Crescent           | G. Vivarelli                                                                    | 1911 | corso Re Umberto, 65-67                           | |                    |                              |
| Casa Lattes               | G. Gallo                                                                        | 1911 | corso Sommelier, angolo via Sacchi                | Edificio neogotico |                    |                              |
| Casa Avezzano             | P. Betta                                                                        | 1912 | via Vico 2, angolo via Massena                    | |                    |                              |
| Casa Bologna              | L. Peracchio                                                                    | 1913 | via Massena 81, angolo via Filangieri             | |                    |                              |
| Edificio residenziale     | V. E. Ballatore di Rosana                                                       | 1900 | via F. Cassini 21, angolo via C. Colombo          | |                    |                              |
| Edificio residenziale     | P. Fenoglio                                                                     | 1904 | via Sacchi 40-42                                  | |                    |                              |
| Edificio residenziale     | G. Hendel                                                                       | 1908 | corso De Gasperi 40                               | |                    |                              |
| Edificio residenziale     | P. Fenoglio                                                                     | 1908 | via Pastengo 6 angolo via Gioberti                | |                    |                              |
| Edificio residenziale     | G. Tirone                                                                       | 1905 | via Morosini 14, angolo via Vela                  | |                    |                              |
| Edificio residenziale     | -                                                                               | 1900 | via Cassini 65                                    | |                    |                              |
| Edificio residenziale     | -                                                                               | 1901 | via Vespucci 39                                   | |                    |                              |
| Edificio residenziale     | -                                                                               | 1901 | via C. Colombo 3                                  | |                    |                              |
| Edificio residenziale     | -                                                                               | 1905 | corso Galileo Ferraris 83                         | |                    |                              |
| Edificio residenziale     | -                                                                               | -    | corso Castefidardo 11                             | |                    |                              |
| Edificio residenziale     | -                                                                               | -    | corso Castefidardo 13                             | |                    |                              |
| Edificio residenziale     | -                                                                               | -    | corso Castefidardo 17                             | |                    |                              |
| Casa Gotteland o Gotemann | P. Fenoglio                                                                     | 1900 | via San Secondo 11                                | Uno dei progetti realizzati da P. Fenoglio in via San Secondo                                                                         |                    |                              |

### Zona San Donato e Cit Turin
| Edificio                                          | Autore                                 | Anno      | Ubicazione                                             | Note | Immagine (esterno) | Immagine (interno/dettaglio) |
| ------------------------------------------------- | -------------------------------------- | --------- | ------------------------------------------------------ | --- | ------------------ | ---------------------------- |
| Istituto "Faà di Bruno"                           | P. Fenoglio                            | 1891      | via San Donato 31                                      | |                    |                              |
| Padiglione di Pediatria Ospedale "Maria Vittoria" | P. Fenoglio                            | 1897      | via Vidua, angolo via San Donato                       | |                    |                              |
| Casa Padrini                                      | P. Fenoglio                            | 1900      | via L. Cibrario 9                                      | |                    |                              |
| Ex Conceria Fiorio                                | P. Fenoglio                            | 1900      | via Durandi, angolo via San Donato                     | |                    |                              |
| Ex Bagni Municipali                               | C. Dolza                               | 1901      | via G. Saccarelli                                      | Attuale Casa di Quartiere di borgo San Donato e popolarmente conosciuta anche come «casa delle rane». |                    |                              |
| Villino Raby                                      | P. Fenoglio G. Gussoni A. Mazzucotelli | 1901      | corso Francia 8                                        | Attuale sede dell’Ordine degli Odontoiatri. |                    |                              |
| Casa Fenoglio-Lafleur                             | P. Fenoglio                            | 1902      | via Principi d'Acaja 11, angolo corso Francia          | Fu l’abitazione personale di Pietro Fenoglio e della sua famiglia. |                    |                              |
| Casa Pecco                                        | P. Fenoglio                            | 1902      | via L. Cibrario 12-14, angolo via Tenivelli            | |                    |                              |
| Casa Florio                                       | G. Velati Bellini                      | 1902      | via L. Cibrario 22, angolo via G. Saccarelli           | |                    |                              |
| Casa Tasca                                        | G. B. Benazzo                          | 1903      | via Beaumont 3                                         | |                    |                              |
| Ex Birrificio Metzger                             | P. Fenoglio                            | 1903      | via San Donato 68                                      | Recentemente restaurato, ha cessato la sua pluriennale attività nel 1975. Ora è sede di un supermercato. |                    |                              |
| Ex Birrificio Bosio & Caratsch                    | P. Fenoglio                            | 1907      | via Bonzanigo, angolo via Pinelli                      | Il Bosio & Caratsch fu il primo birrificio italiano. |                    |                              |
| Casa Macciotta                                    | P. Fenoglio                            | 1904      | corso Francia 32                                       | |                    |                              |
| Casa Balbis                                       | P. Fenoglio                            | 1900      | via Balbis 1                                           | |                    |                              |
| Palazzina Perosino-Gavosto                        | P. Saccarelli                          | 1905      | via L. Cibrario 29                                     | |                    |                              |
| Casa Ina                                          | P. Fenoglio                            | 1906      | via Principi d'Acaja 20                                | |                    |                              |
| Casa Girardi                                      | P. Fenoglio                            | 1906      | via L. Cibrario 54, angolo via Durandi                 | |                    |                              |
| Casa Zorzi                                        | A. Vandone di Cortemilia               | 1905-1909 | corso Francia 19                                       | |                    |                              |
| Casa Masino                                       | P. Fenoglio G. Gribodo                 | 1906      | via Piffetti 7                                         | |                    |                              |
| Casa Baravalle                                    | A. Rigotti                             | 1906      | via via Vassalli Eandi 18, angolo via Principi d'Acaja | |                    |                              |
| Casa Azimonti                                     | P. Saccarelli                          | 1906      | via L. Cibrario 49                                     | |                    |                              |
| Palazzina residenziale                            | G. Gribodo                             | 1908      | via Piffetti, 12                                       | |                    |                              |
| Palazzina residenziale                            | G. Gribodo                             | 1908      | via Piffetti, 10                                       | |                    |                              |
| Edificio residenziale                             | G. Gribodo                             | 1908      | via Piffetti, 3                                        | |                    |                              |
| Palazzina Giordanino                              | P. Saccarelli                          | 1908      | via L. Cibrario 32                                     | |                    |                              |
| Casa Verna                                        | G. Vivarelli                           | 1906      | via L. Cibrario 36                                     | |                    |                              |
| Casa Rama                                         | P. Fenoglio                            | 1909      | via L. Cibrario 63-65, angolo via Peyron               | In questo edificio visse e morì il poeta Guido Gozzano. |                    |                              |
| Casa Grometto                                     | G. Momo                                | 1911      | via L. Cibrario 26-28                                  | |                    |                              |
| Casa Marchisio                                    | A. Tioli                               | 1914      | via Piffetti 42                                        | |                    |                              |
| Edificio residenziale                             | A. Vandone di Cortemilia               | 1912      | via Duchessa Jolanda 19-21                             | |                    |                              |
| Edificio residenziale                             | G. Gussoni A. Vivarelli                | 1914      | via Duchessa Jolanda 17                                | |                    |                              |
| Casa Talucchi                                     | G. Gribodo                             | -         | via M. Schina 3, angolo via Talucchi                   | La sobrietà esterna del grande edificio nasconde tuttavia uno dei più suggestivi esempi di scala ellittica, visionabile solo all'interno. L'edificio fu inaugurato dal Presidente del Consiglio Giovanni Giolitti in visita in città nel 1911. |                    |                              |
| Casa del Faro                                     | -                                      | -         | via Palmieri 46, via Duchessa Jolanda                  | Fatta erigere tra il 1912 e il 1924 dal cav. G. B. Carrera |                    |                              |
| Edificio residenziale                             | -                                      | -         | via Principi d’Acaja 44, angolo via Le Chiuse          | |                    |                              |
| Edificio residenziale                             | -                                      | -         | via Principi d’Acaja 8                                 | Attuale Hotel Principi d'Acaja |                    |                              |
| Edificio residenziale                             | -                                      | -         | via Principi d’Acaja 12                                | |                    |                              |
| Palazzina residenziale                            | A. Tioli                               | -         | via Cibrario 58                                        | |                    |                              |
| Palazzina residenziale                            | -                                      | -         | via Bossi 6, angolo via Le Chiuse                      | |                    |                              |
| Palazzina residenziale                            | C. Sgarbi                              | -         | via Bossi 4                                            | Edificio gemello a quello poco distante in via L. Cibrario 56, angolo via Durandi |                    |                              |
| Palazzina residenziale                            | -                                      | -         | via Le Chiuse 85                                       | |                    |                              |
| Edificio residenziale                             | -                                      | -         | via Cibrario 31                                        | |                    |                              |
| Edificio residenziale                             | -                                      | -         | via Cibrario 33 bis                                    | |                    |                              |
| Edificio residenziale                             | -                                      | -         | via Cibrario 60                                        | Edificio déco |                    |                              |
| Casa Enrieu                                       | Bertola                                | 1914      | via Cibrario 62                                        | Edificio déco |                    |                              |
| Edificio residenziale                             | -                                      | -         | via Saccarelli 9                                       | |                    |                              |
| Edificio residenziale                             | -                                      | -         | via Le Chiuse 23                                       | |                    |                              |
| Edificio residenziale                             | -                                      | -         | corso Francia 91, angolo via Saffi                     | |                    |                              |
| Palazzina residenziale                            | -                                      | -         | via Vagnone 7                                          | |                    |                              |
| Edificio residenziale                             | -                                      | -         | piazza Peyron 22-24                                    | |                    |                              |
| Palazzina residenziale                            | -                                      | -         | via Peyron 7                                           | |                    |                              |
| Edificio residenziale                             | L. Cantore                             | 1911      | corso Principe Oddone 27                               | |                    |                              |
| Edificio residenziale                             | A. E. Barberis                         | 1913      | corso Umbria 2                                         | |                    |                              |
| Casa Paracchi                                     | L. Cantore                             | 1913      | corso Regina Margherita 167                            | |                    |                              |
| Edificio residenziale                             | -                                      | -         | corso Regina Margherita 171                            | |                    |                              |
| Edificio residenziale                             | -                                      | -         | corso Regina Margherita 176                            | |                    |                              |
| Edificio residenziale                             | P. Saccarelli                          | -         | corso Regina Margherita 195, angolo via Sobrero        | |                    |                              |
| Edificio residenziale                             | -                                      | 1913      | corso Regina Margherita 195, angolo via Sobrero        | |                    |                              |
| Edificio residenziale                             | -                                      | 1906      | corso Regina Margherita 214                            | |                    |                              |
| Edificio residenziale                             | -                                      | 1910      | corso Regina Margherita 218 bis                        | |                    |                              |
| Edificio residenziale                             | -                                      | 1906      | corso Regina Margherita 218                            | |                    |                              |
| Ex stabilimento Pastiglie Leone                   | G. Witzel                              | 1904      | corso Regina Margherita 242                            | |                    |                              |
| Ex Villa Caratsch                                 | P. Fenoglio                            | 1906      | corso Regina Margherita, angolo via Bonzanigo          | |                    |                              |
| Casa della Vittoria                               | G. Gussoni                             | 1918-1920 | corso Francia 23                                       | Edificio neogotico |                    |                              |

### Zona San Salvario e Parco del Valentino
| Edificio                                               | Autore                 | Anno      | Ubicazione                                                            | Note | Immagine (esterno) | Immagine (interno/dettaglio) |
| ------------------------------------------------------ | ---------------------- | --------- | --------------------------------------------------------------------- | --- | ------------------ | ---------------------------- |
| Casa Bioletti                                          | P. Fenoglio            | 1899      | via Valperga Caluso 9                                                 | |                    |                              |
| Palazzina Menzio                                       | A. Premoli             | 1900      | via G. Donizetti 22                                                   | Attualmente ospita l'Hotel Eden. |                    |                              |
| Edificio residenziale (tettoia)                        | -                      | -         | via G. Donizetti 26                                                   | Di particolare gusto la tettoia pensile in vetro e ferro battuto. Per quanto riguarda l'edificio, possiamo definirlo in stile prevalentemente eclettico, tuttavia sono di notevole evidenza i massicci decori floreali del bow-window e le formelle della facciata. |                    |                              |
| Casa Marangoni                                         | D. Donghi L. Parocchia | 1901      | via Tiziano 17, angolo via Nizza                                      | |                    |                              |
| Villa Javelli                                          | R. D'Aronco            | 1904      | via F. Petrarca 44                                                    | Villa che Raimondo D’Aronco fece costruire per sua moglie. Attualmente è sede del Settore Pianificazione della Regione Piemonte. |                    |                              |
| Villino Kind                                           | M. A. Frapolli         | 1904      | via V. Monti 48                                                       | Villino fatto realizzare dall'industriale svizzero Adolf Kind, primo sciatore italiano e fondatore del primo Sci Club d'Italia. |                    |                              |
| Casa Audino-Rinaldi                                    | P. Fenoglio            | 1905      | via Madama Cristina 78, angolo via G. Donizetti                       | |                    |                              |
| Ex stabilimento FIAT                                   | A. Premoli             | 1904-1906 | via corso Dante Alighieri 100, angolo via Marocchetti e via Chiabrera | Fu il primo stabilimento della Fiat. |                    |                              |
| Ex sede Istituto Allievi FIAT                          | G. Mattè Trucco        | 1906      | corso Dante Alighieri 102, angolo via Chiabrera                       | |                    |                              |
| Ex Officine Ceirano                                    | -                      | 1906      | corso Raffaello 18                                                    | |                    |                              |
| Edificio residenziale                                  | M. Bonelli             | 1906      | via Saluzzo 83, angolo via G. Donizetti                               | |                    |                              |
| Edificio residenziale (Portone del Melograno)          | P. Fenoglio            | 1907      | via G. Argentero, 4                                                   | |                    |                              |
| Ex Bagni Municipali Casa del Quartiere di San Salvario | C. Dolza               | 1905      | via O. Morgari 10                                                     | |                    |                              |
| Casa Sigismondi                                        | G. Momo                | 1912      | via Madama Cristina 5                                                 | |                    |                              |
| Edificio residenziale                                  | G. Gallo               | 1913      | via Nizza 43                                                          | Edificio neogotico |                    |                              |
| Edificio residenziale                                  | P. Fenoglio            | -         | via Valperga Caluso 4 e 6                                             | |                    |                              |
| Edificio residenziale                                  | -                      | -         | via G. Bidone 5                                                       | |                    |                              |
| Edificio residenziale                                  | -                      | -         | via Belfiore 66                                                       | |                    |                              |
| Edificio residenziale                                  | P. Fenoglio            | -         | via Belfiore 67                                                       | |                    |                              |
| Edificio residenziale                                  | -                      | -         | via P. Giuria 25                                                      | |                    |                              |
| Edificio residenziale                                  | -                      | -         | via P. Giuria 38                                                      | |                    |                              |
| Edificio residenziale                                  | -                      | -         | via P. Giuria 40, angolo via V. Monti                                 | Chiara influenza sezessionstil. |                    |                              |
| Edificio residenziale                                  | -                      | -         | via Saluzzo 85                                                        | |                    |                              |
| Edificio residenziale                                  | -                      | -         | via Saluzzo 98                                                        | |                    |                              |
| Edificio residenziale                                  | -                      | -         | via Saluzzo 115                                                       | |                    |                              |
| Edificio residenziale                                  | -                      | -         | via Madama Cristina 65, angolo via Valperga Caluso                    | |                    |                              |
| Edificio residenziale                                  | P. Fenoglio            | -         | via Madama Cristina 78                                                | |                    |                              |
| Edificio residenziale                                  | -                      | -         | via Madama Cristina 119                                               | |                    |                              |
| Edificio residenziale                                  | -                      | -         | via U. Foscolo 7                                                      | |                    |                              |

### Zona San Paolo
| Edificio                                            | Autore         | Anno | Ubicazione                              | Note | Immagine (esterno) | Immagine (interno/dettaglio) |
| --------------------------------------------------- | -------------- | ---- | --------------------------------------- | ---- | ------------------ | ---------------------------- |
| Scuola "Santorre di Santarosa"                      | C. Dolza       | 1901 | via Braccini 70                         |      |                    |                              |
| Ex stabilimento Società Anonima Diatto - A. Clément | P. Fenoglio    | 1905 | via Moretta 55                          |      |                    |                              |
| Casa Bosco                                          | G. Gribodo     | 1907 | via Perosa 56                           |      |                    |                              |
| Case SCAC                                           | G. Gribodo     | 1907 | via Polonghera 47-49                    |      |                    |                              |
| Edificio residenziale                               | A. E. Barberis | 1910 | via D. Di Nanni 61                      |      |                    |                              |
| Edificio residenziale                               | -              | -    | via D. Di Nanni 63                      |      |                    |                              |
| Edificio residenziale                               | -              | -    | via D. Di Nanni 63/a                    |      |                    |                              |
| Ex stabilimento Lancia                              | M. A. Frapolli | 1919 | corso Racconigi, angolo corso Peschiera |      |                    |                              |
| Edificio residenziale                               | -              | -    | corso Ferrucci 2                        |      |                    |                              |
| Edificio residenziale                               | -              | -    | corso Ferrucci 23                       |      |                    |                              |
| Edificio residenziale                               | -              | -    | passaggio privato Cantalupo 26          |      |                    |                              |

### Zona Santa Rita
| Edificio              | Autore | Anno | Ubicazione                              | Note | Immagine (esterno) | Immagine (interno/dettaglio) |
| --------------------- | ------ | ---- | --------------------------------------- | ---- | ------------------ | ---------------------------- |
| Edificio residenziale | -      | -    | corso Orbassano 108, angolo via Caprera |      |                    |                              |

### Zona Aurora
| Edificio                         | Autore                      | Anno | Ubicazione                           | Note | Immagine (esterno) | Immagine (interno/dettaglio) |
| -------------------------------- | --------------------------- | ---- | ------------------------------------ | --- | ------------------ | ---------------------------- |
| Ex Officine Grandi Motori        | P. Fenoglio G. Mattè Trucco | 1899 | via L. Damiano, via Cuneo            | |                    |                              |
| Case Popolari                    | -                           | -    | via L. Damiano                       | |                    |                              |
| Ex sferisterio Giuoco Boccie*    | De Vecchi                   | 1905 | via Cigna 50, angolo via del Fortino | *L’edificio riporta un arcaismo e/o un errore nella scritta a rilievo «boccie», la cui attuale dicitura corretta è «bocce». |                    |                              |
| Ex stabilimento Fonderie Ballada | P. Fenoglio                 | 1906 | via Foggia 21                        | |                    |                              |
| Edificio residenziale            | P. Fenoglio                 | -    | corso Brescia 5 bis                  | |                    |                              |
| Torri Rivella                    | E. Ballatore di Rosana      | -    | largo Rivella                        | Uno dei massimi esempi di déco in città                                                                                     |                    |                              |

### Zona Borgo Rossini
| Edificio                    | Autore                   | Anno | Ubicazione        | Note                                       | Immagine (esterno) | Immagine (interno/dettaglio) |
| --------------------------- | ------------------------ | ---- | ----------------- | ------------------------------------------ | ------------------ | ---------------------------- |
| Casa Colongo                | A. Vandone di Cortemilia | 1904 | via Catania 35    |                                            |                    |                              |
| Ex Lanificio Oreste Colongo | G. Momo                  | 1908 | via Cagliari 42   | Attuale sede della Torino Film Commission. |                    |                              |
| Ex Conceria Boero           | P. Fenoglio              | 1905 | via del Ridotto 5 |                                            |                    |                              |

### Zona Nord Ovest (Campidoglio e Lucento)
| Edificio              | Autore | Anno | Ubicazione                  | Note | Immagine (esterno) | Immagine (interno/dettaglio) |
| --------------------- | ------ | ---- | --------------------------- | ---- | ------------------ | ---------------------------- |
| Edificio residenziale | -      | -    | via Corio, angolo via Balme |      |                    |                              |
| Edificio residenziale | -      | -    | via Pianezza 81/e           |      |                    |                              |
| Villa Ponchia         | -      | -    | via Borgaro 128             |      |                    |                              |

### Zona collinare (Borgo Po)
| Edificio               | Autore                           | Anno | Ubicazione                             | Note                              | Immagine (esterno) | Immagine (interno/dettaglio) |
| ---------------------- | -------------------------------- | ---- | -------------------------------------- | --------------------------------- | ------------------ | ---------------------------- |
| Villino Giuliano       | G. Gribodo                       | 1901 | via Gatti 7                            |                                   |                    |                              |
| Villa Scott            | P. Fenoglio                      | 1902 | corso G. Lanza 57                      |                                   |                    |                              |
| Villino Foà-Levi       | G. Velati Bellini                | 1904 | via Bezzecca 11                        |                                   |                    |                              |
| Casa Pasquetti         | Q. Grupallo                      | 1905 | via Bezzecca 12                        |                                   |                    |                              |
| Circolo Eridano        | G. Velati Bellini                | 1911 | corso Moncalieri 88                    |                                   |                    |                              |
| Casa Mussini           | E. Ferrari                       | 1914 | via Mancini 22                         | Chiara influenza Sezessionstil    |                    |                              |
| Palazzina residenziale | -                                | -    | via Mancini 15                         |                                   |                    |                              |
| Edificio residenziale  | G. Gribodo                       | 1900 | via Asti 41                            |                                   |                    |                              |
| Edificio residenziale  | E. Mollino                       | 1905 | via Asti 36                            |                                   |                    |                              |
| Edificio residenziale  | -                                | 1914 | via Castelnuovo, angolo piazza Gozzano |                                   |                    |                              |
| Casa dell'Obelisco     | Sergio Jaretti Sodano, Elio Luzi | 1959 | piazza Crimea 2                        | Esempio di Neoliberty             |                    |                              |
| Villa Grivet Brancot   | Alessandro Celli                 | 2002 | Strada Comunale Val San Martino        | Esempio di «falso architettonico» |                    |                              |
| Edificio residenziale  | -                                | -    | via L. Manara, 19                      | Esempio di Neoliberty             |                    |                              |
| Edificio residenziale  | G.B. Benazzo                     | 1910 | corso G. Lanza 86 - 88                 |                                   |                    |                              |